# Biserica mănăstirii franciscane din Sic

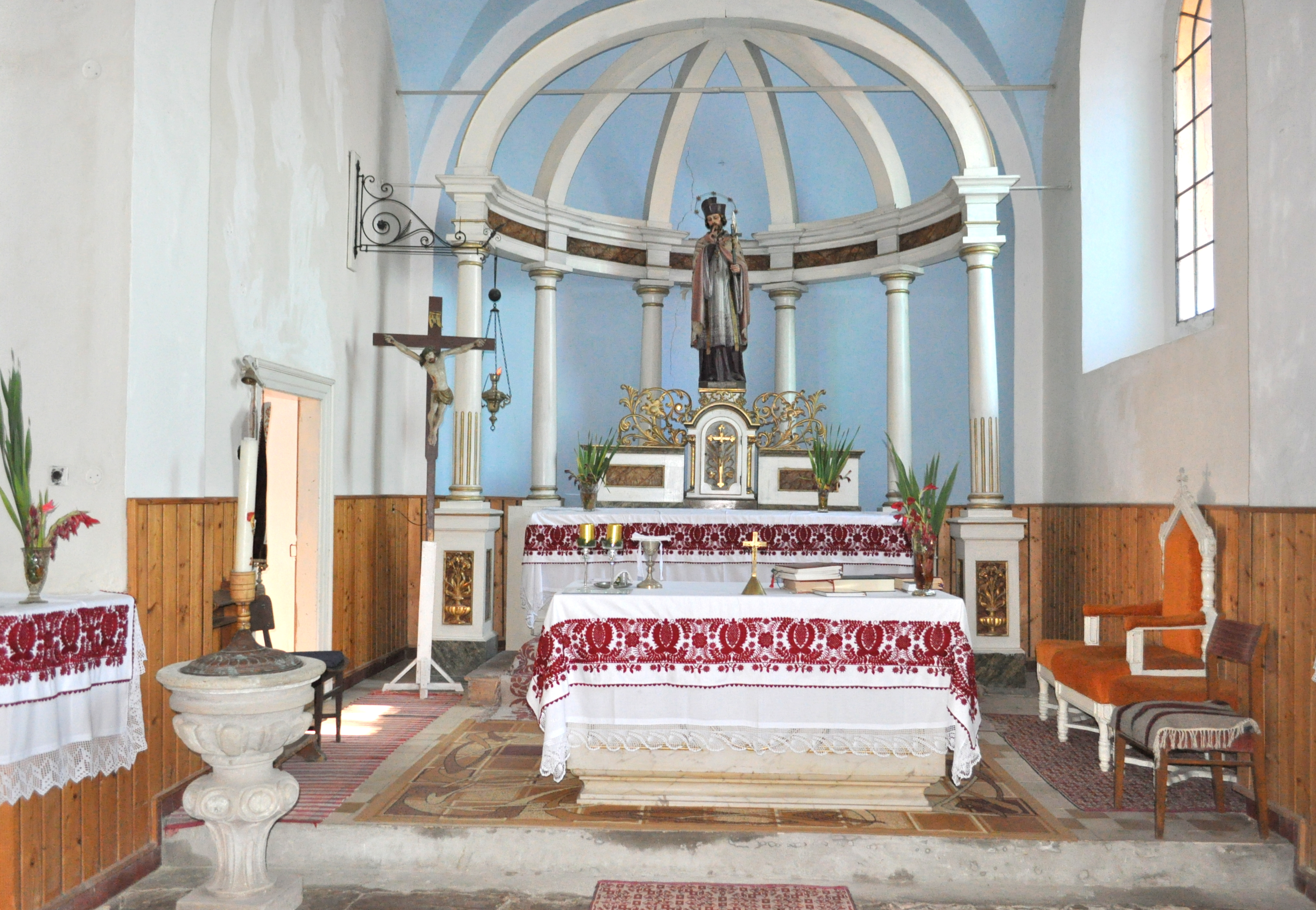
Altarul bisericii mănăstirii franciscane din Sic

Biserica mănăstirii franciscane, cu hramul sfântului Ioan Nepomuk, este un monument istoric aflat pe teritoriul satului Sic, comuna Sic. În Repertoriul Arheologic Național, monumentul apare cu codul:  59425.05.

## Localitatea
Sic (în maghiară : Székakna, Szék, în trad. „Scaun de judecată") este satul de reședință al comunei cu același nume din județul Cluj, Transilvania, România. Menționat documentar în anul 1291 sub numele de Zeek.

## Biserica
După cărturarul Léstyán, localitatea avea o biserică de piatră încă din secolul al XI-lea, deoarece exploatarea minelor de sare fusese începută încă din 1002 de către coloniști germani, care erau catolici. Localnicii, în timpul reformei, au trecut la religia luterană și, mai târziu, reformată. Vechea biserică catolică, în prezent Biserica reformată din Sic, s-a aflat sub patronajul Spiritului Sfânt, cu sărbătoarea hramului de Rusalii.
Din 1714, o parte a localnicilor a adoptat credința catolică în urma misiunii Ordinului Franciscan.
Parohia catolică a fost reînființată în localitate în anul 1752. Biserica a fost construită între 1753-1795. Clădirea este construită pe fundație de piatră. Zidurile parțial sunt din zidărie de piatră și parțial din cărămidă. Biserica a fost reparată, de-a lungul existenței, cu plombe de zidărie de cărămidă. Spațiul bisericii este boltit tip a vela, realizat din cărămidă de format mare.

## Vezi și
- Sic, Cluj

## Imagini din exterior

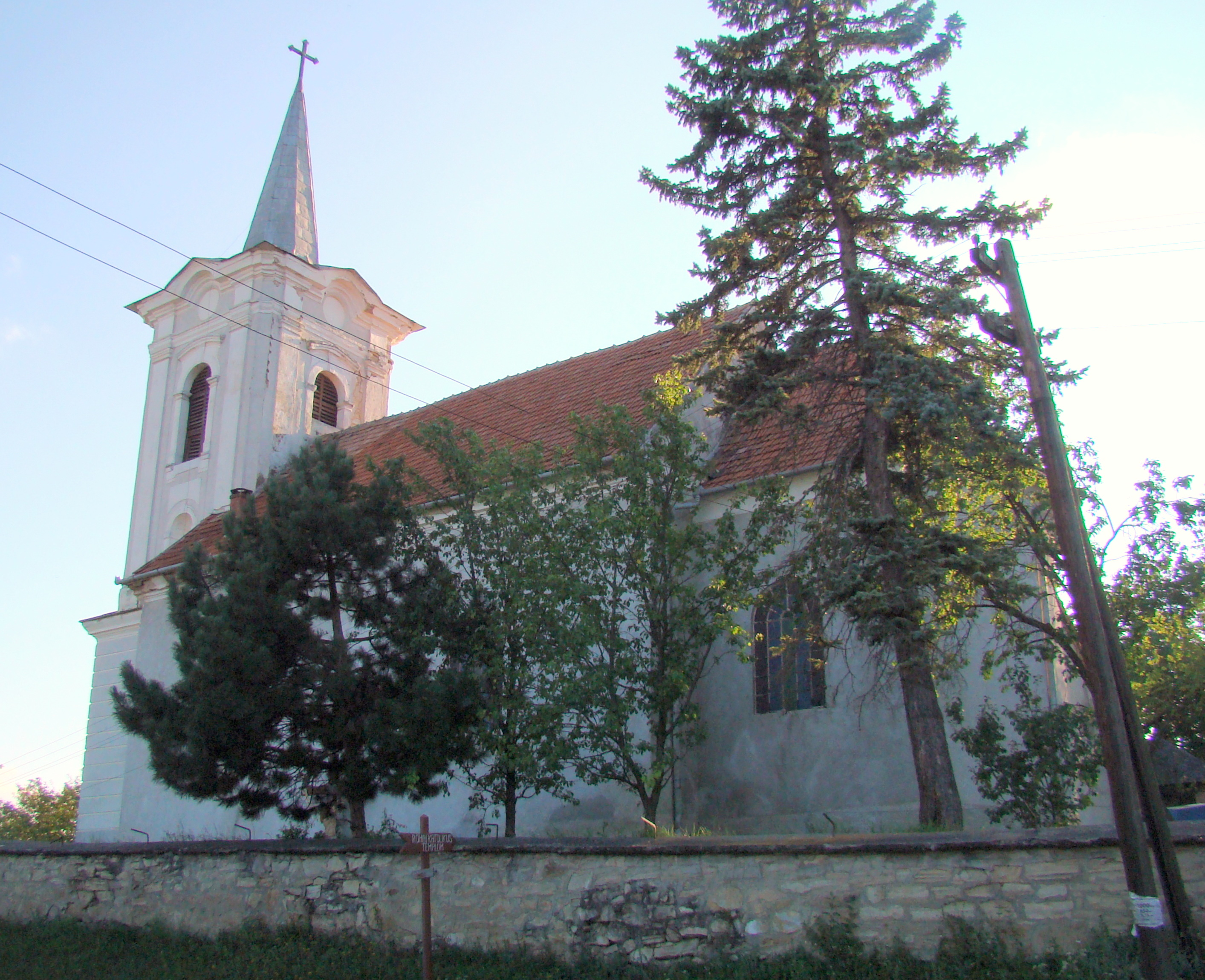
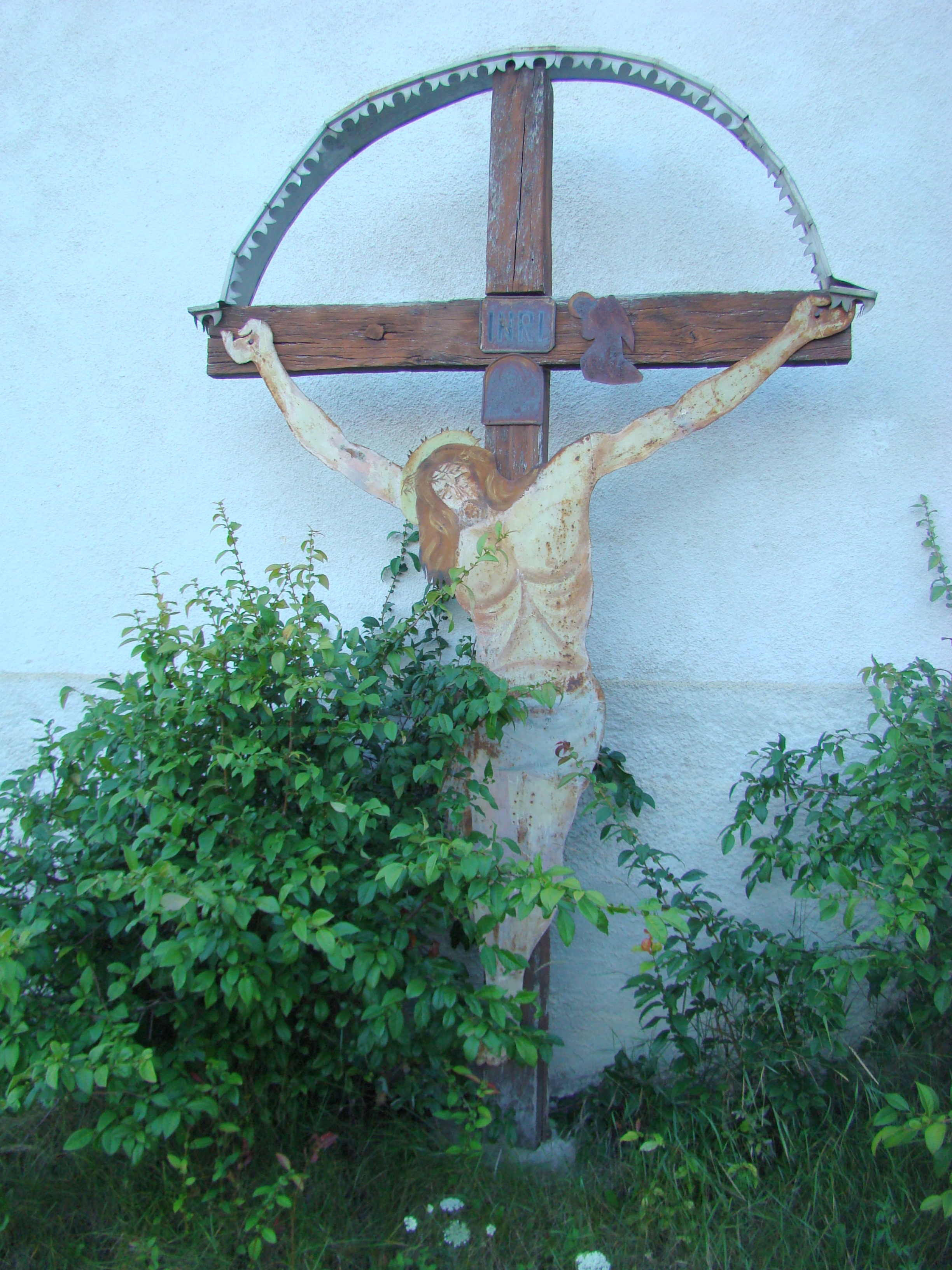
Troiță
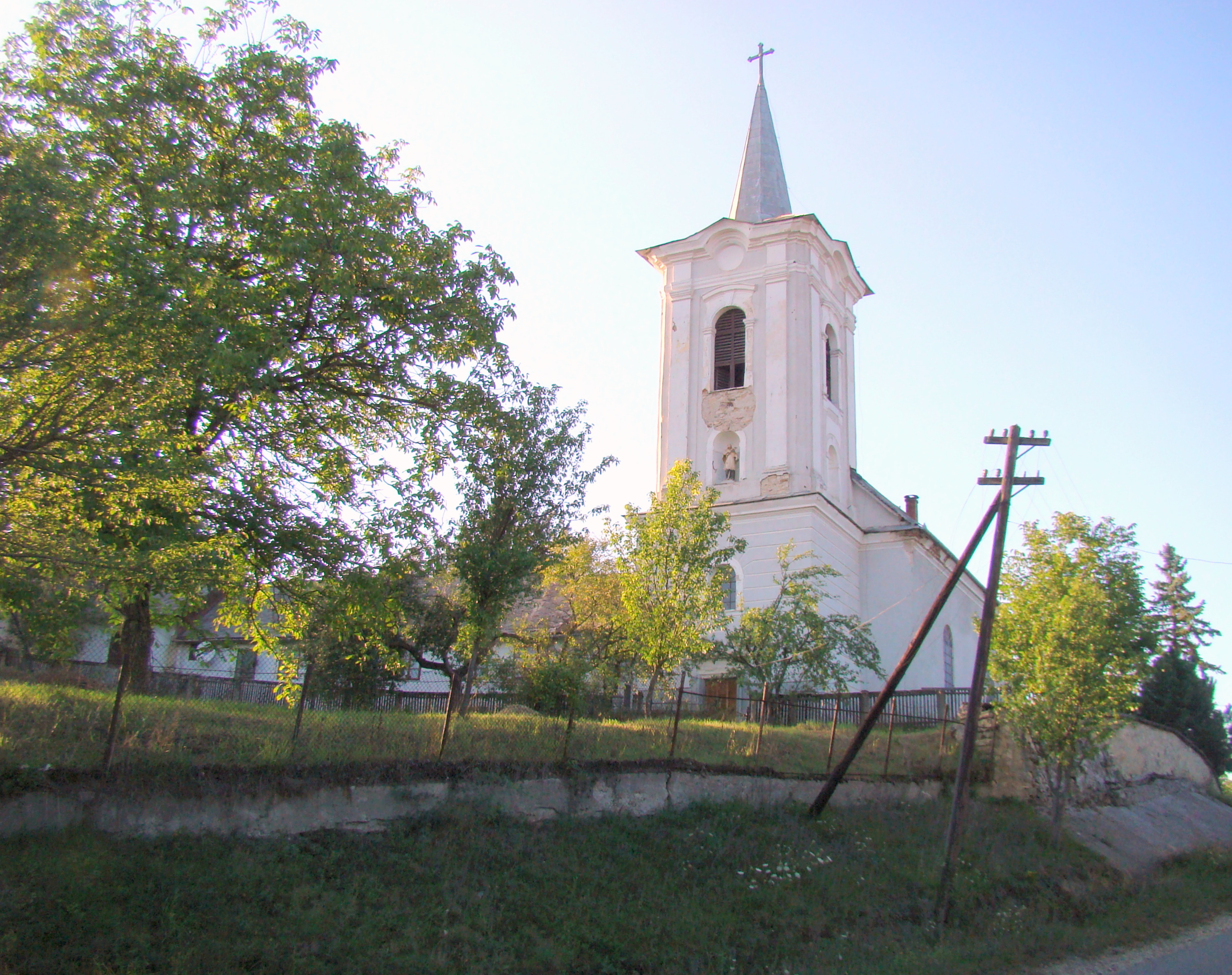
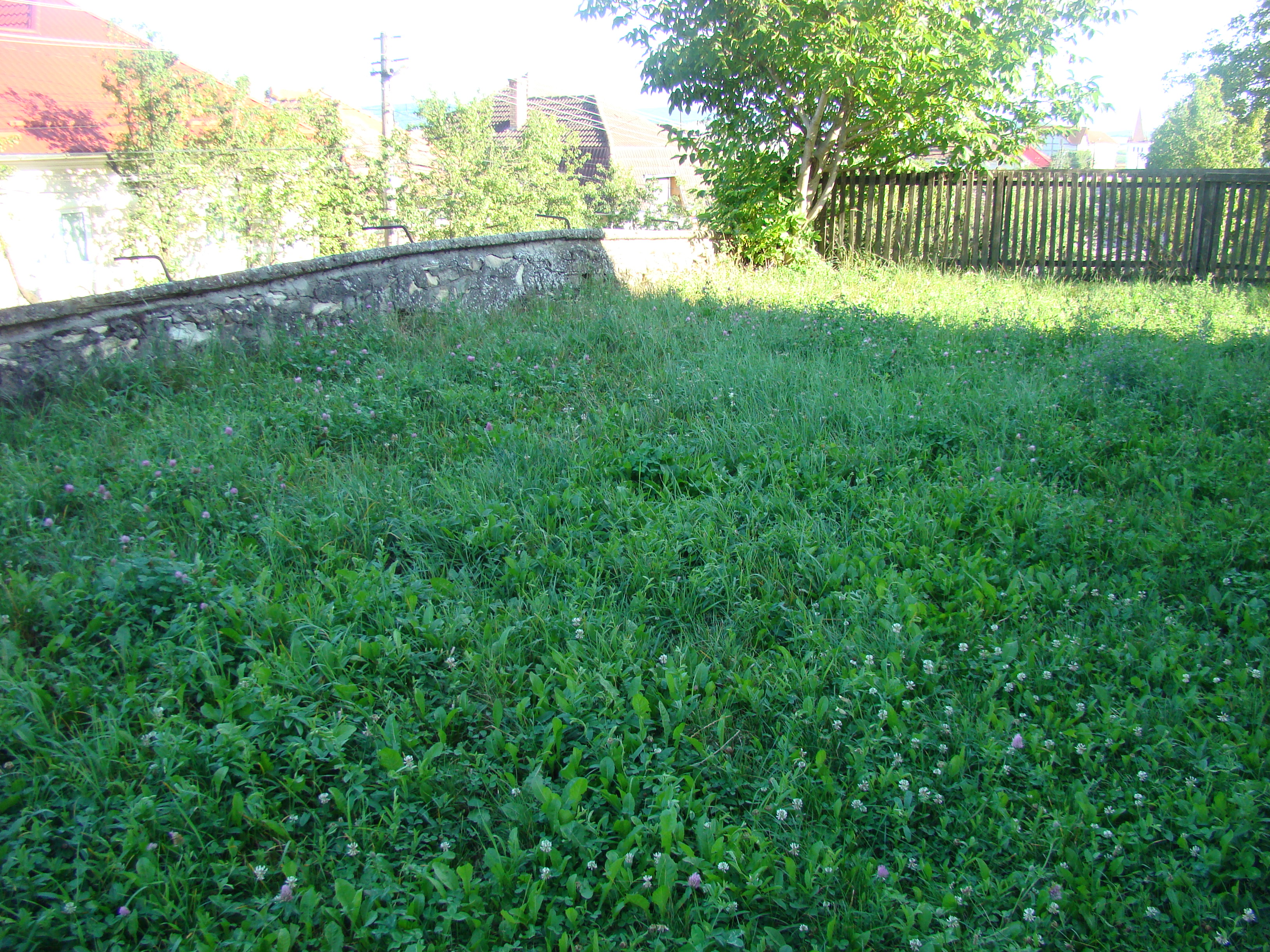
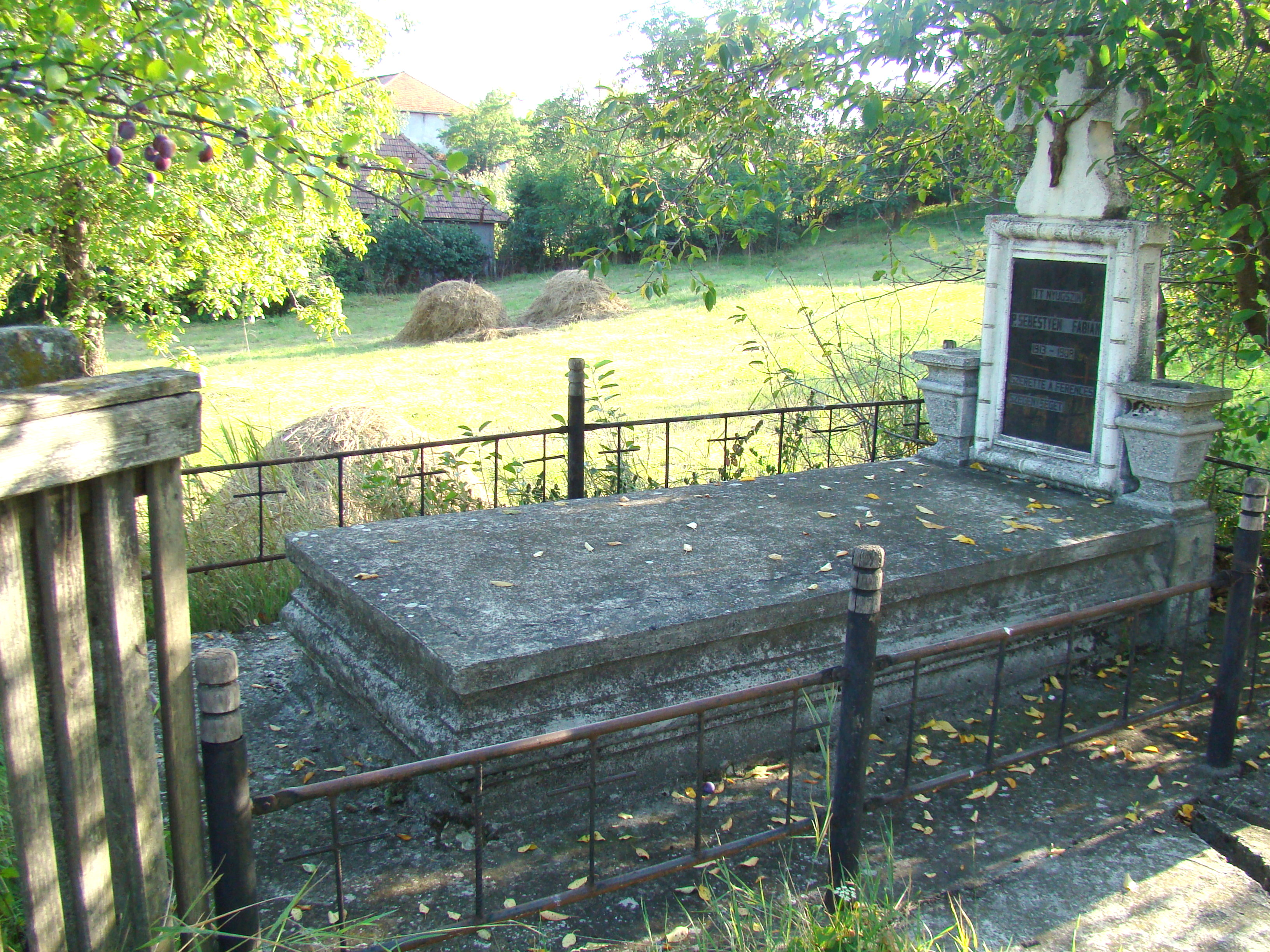
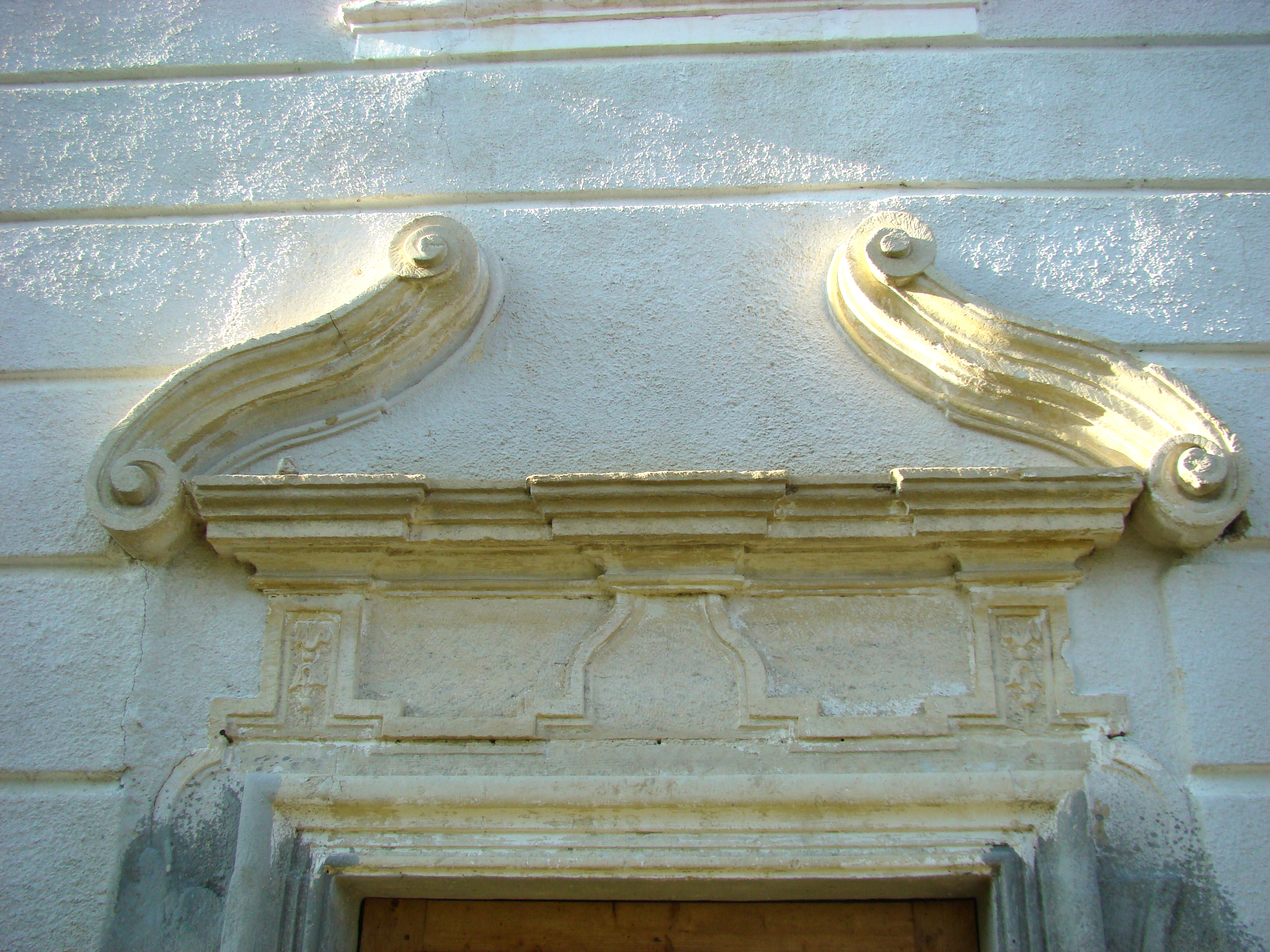
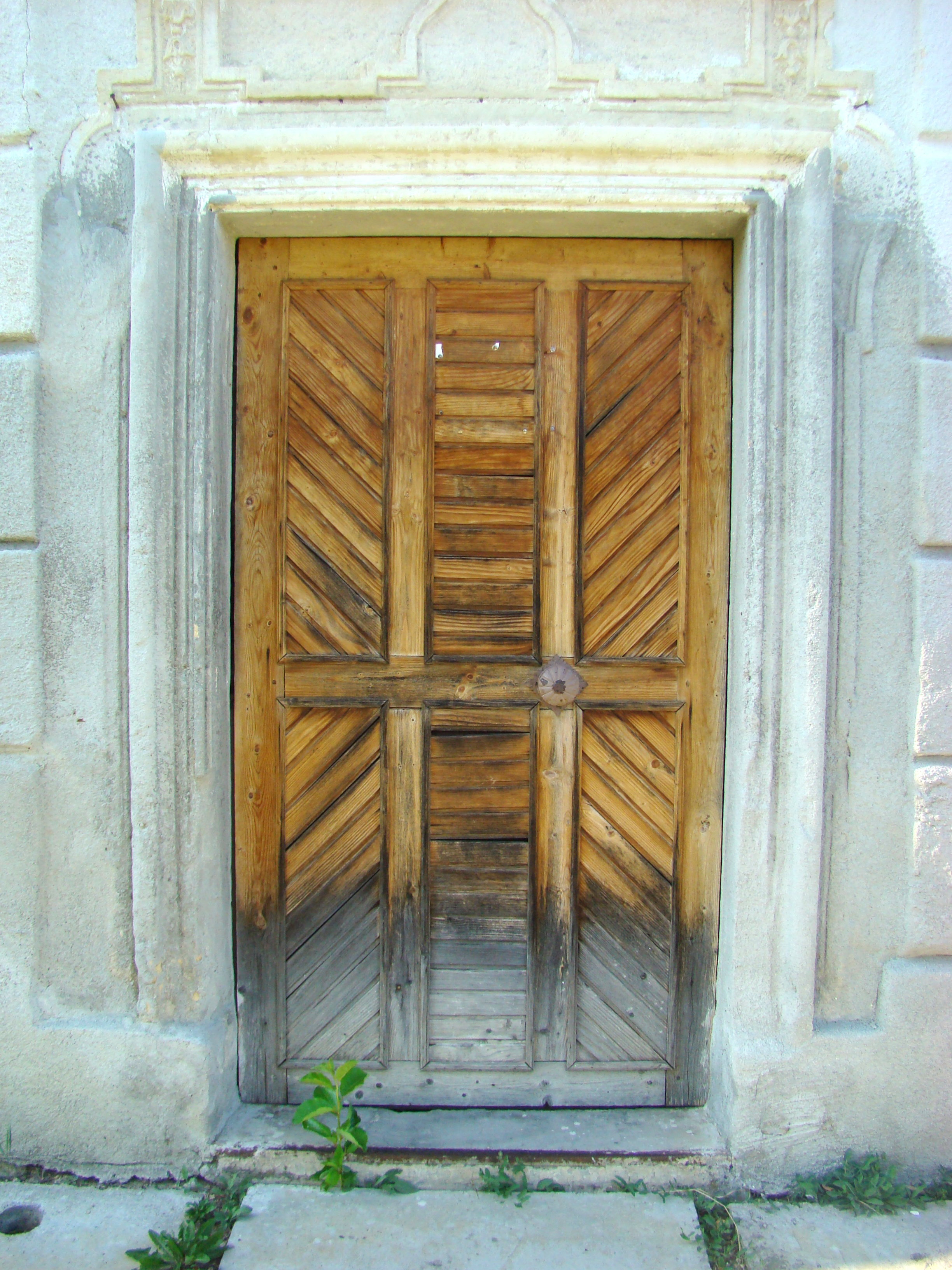
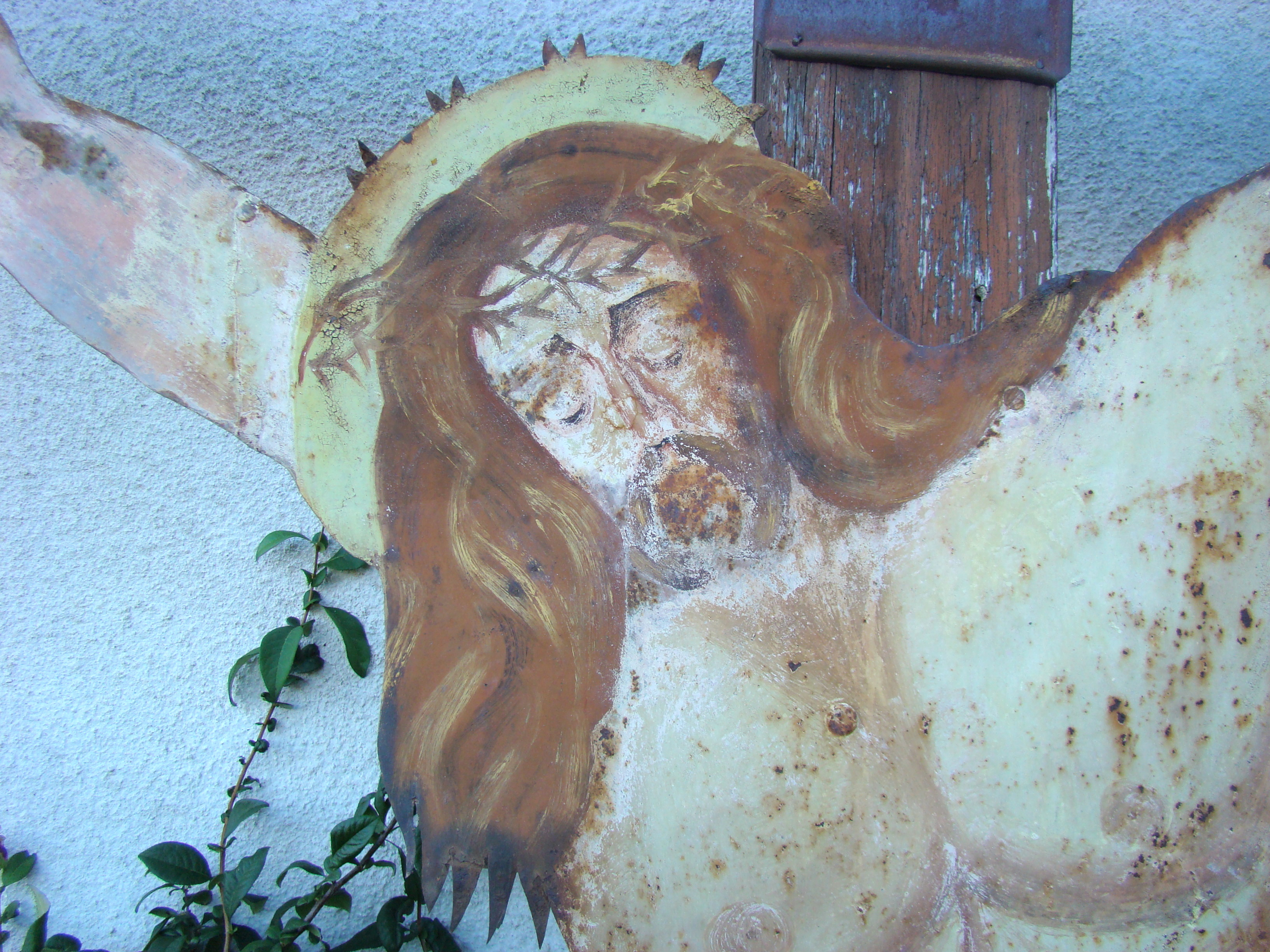
Detaliu al troiței
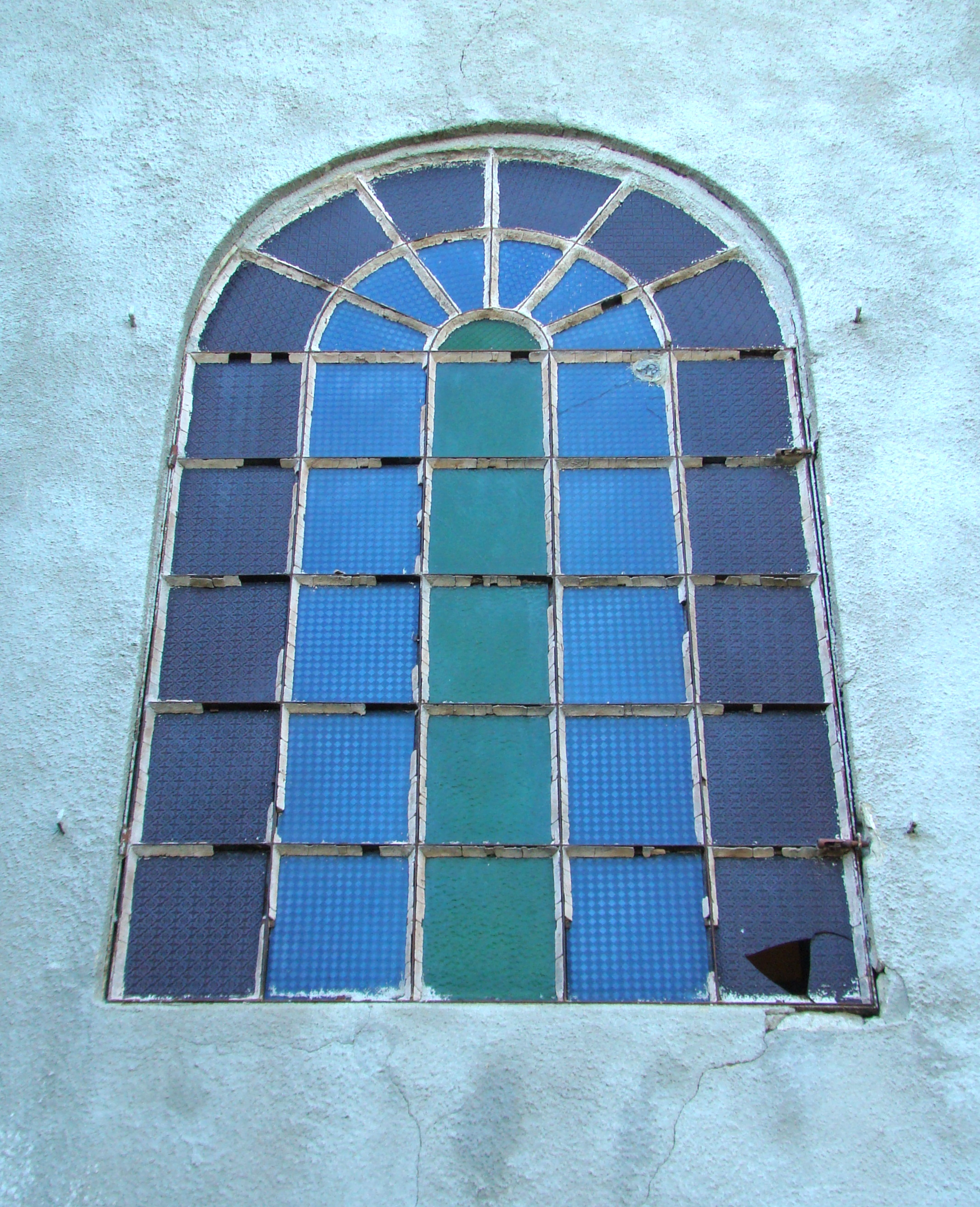
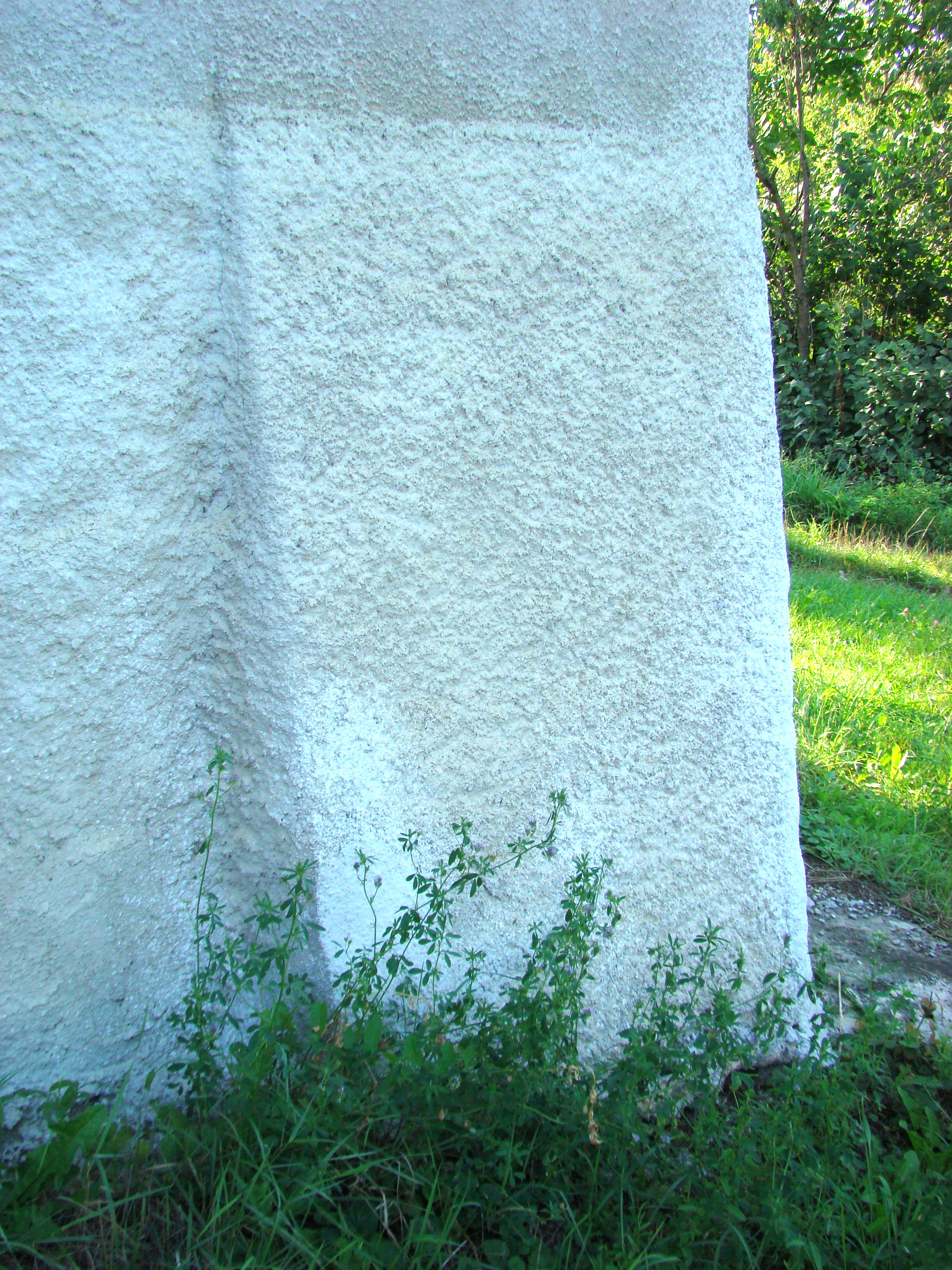
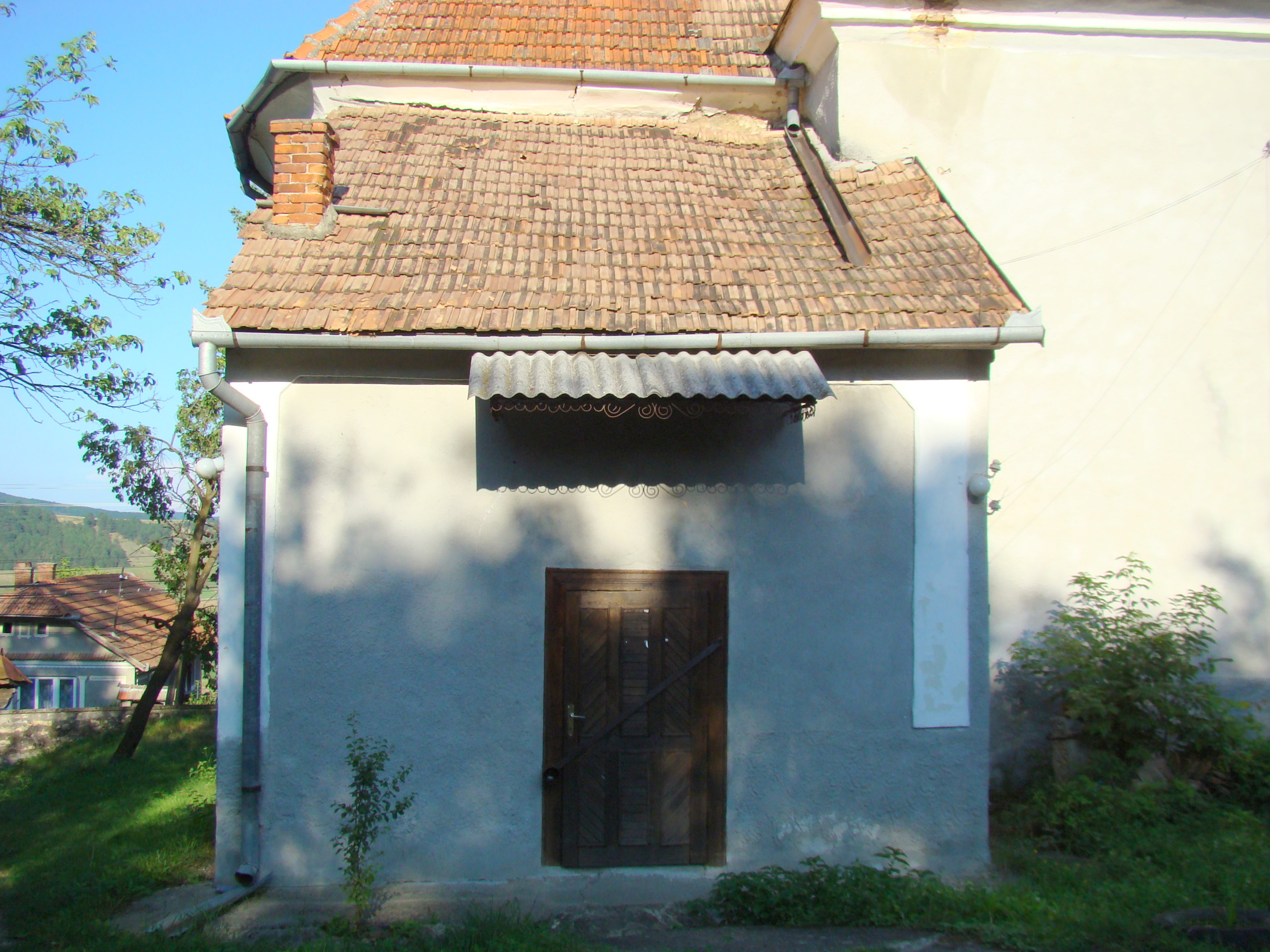
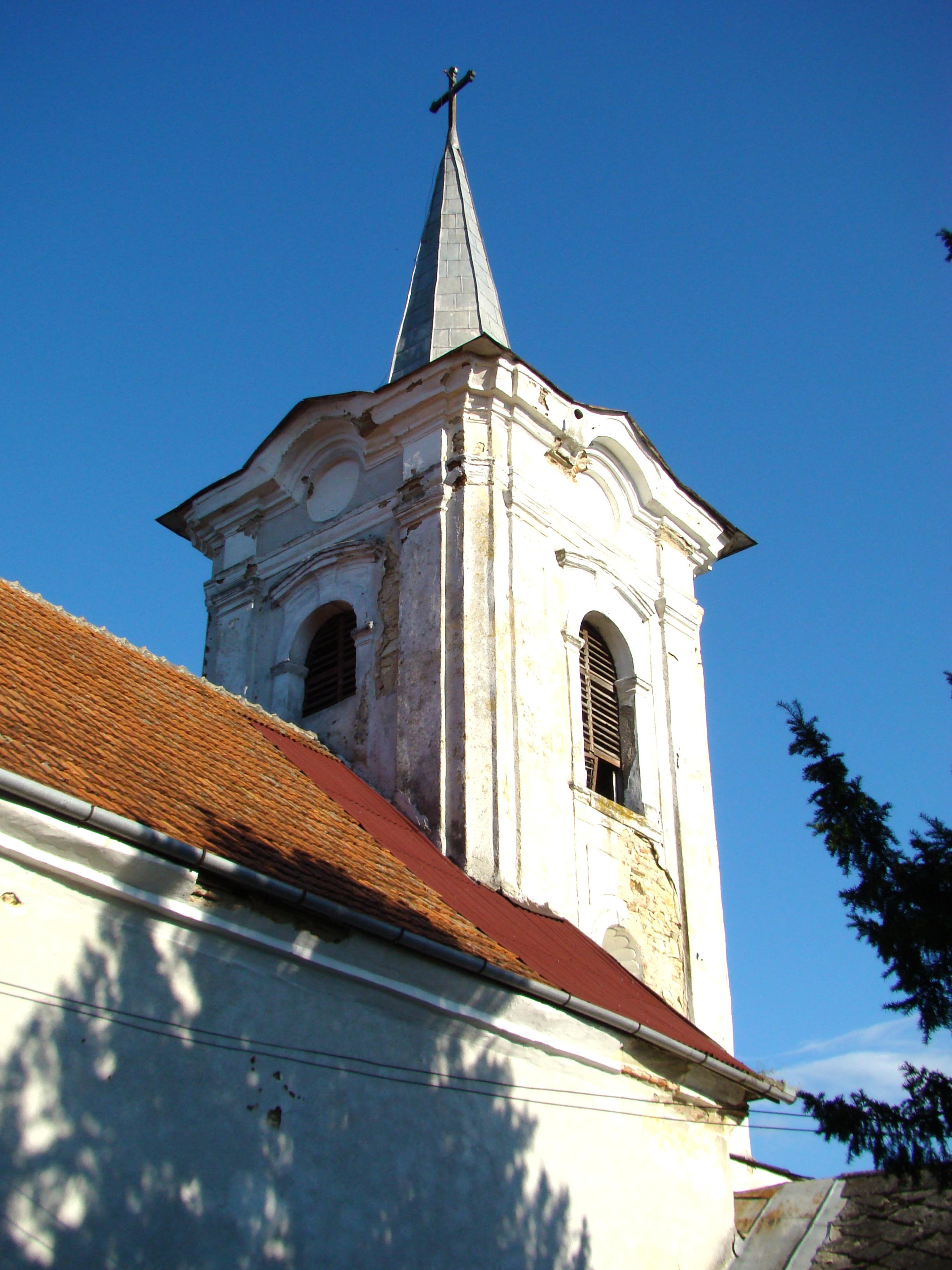
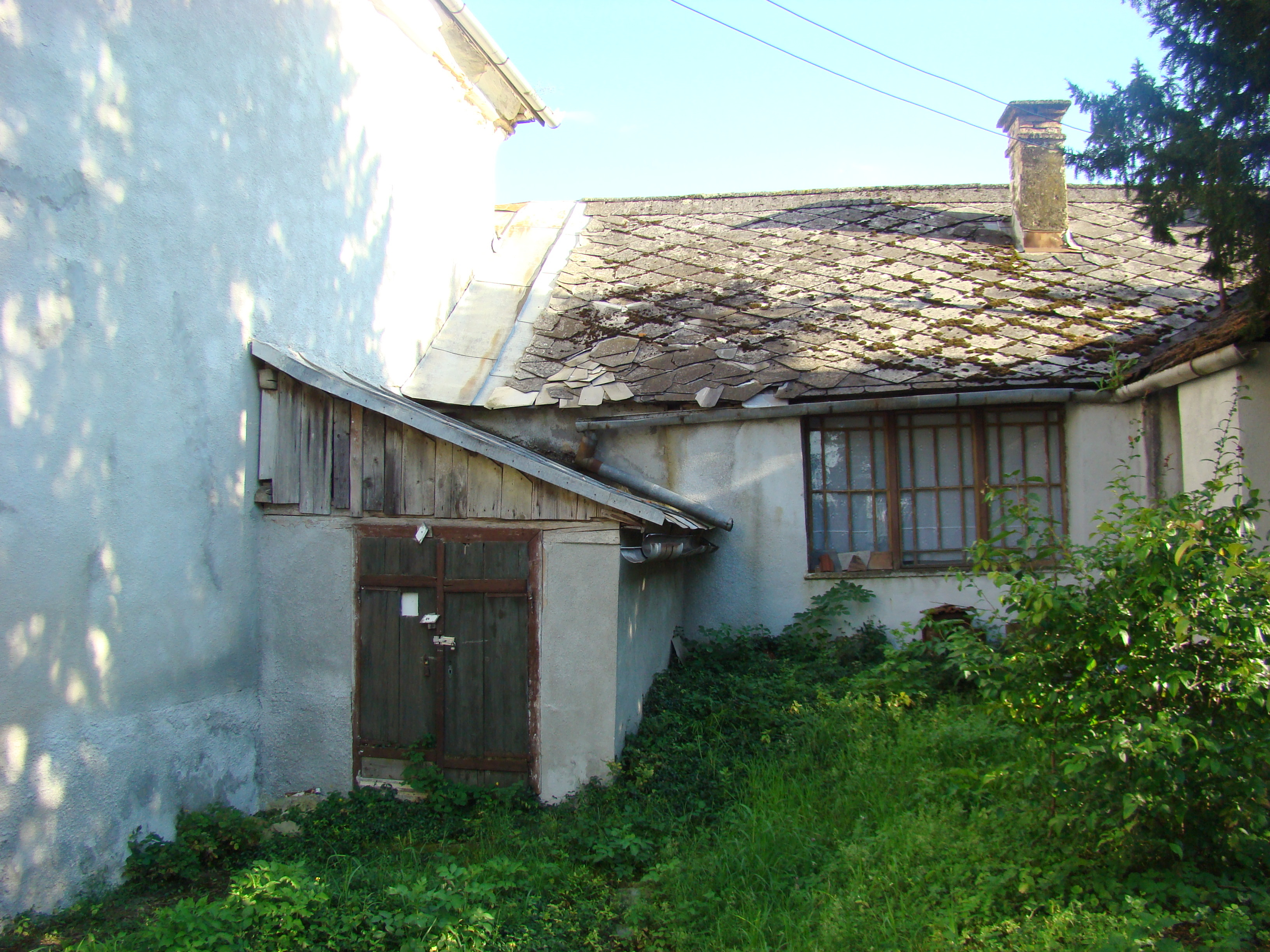
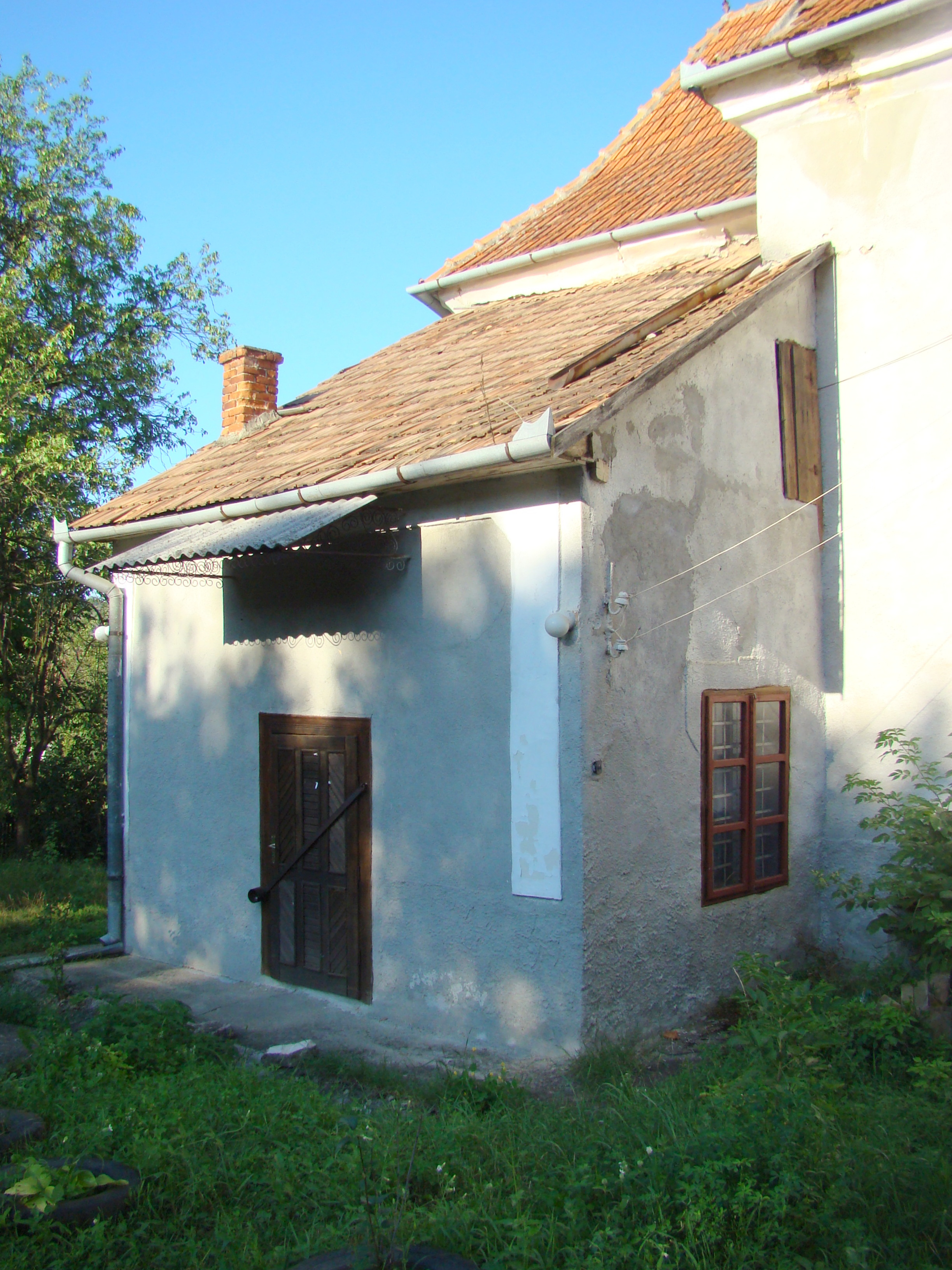
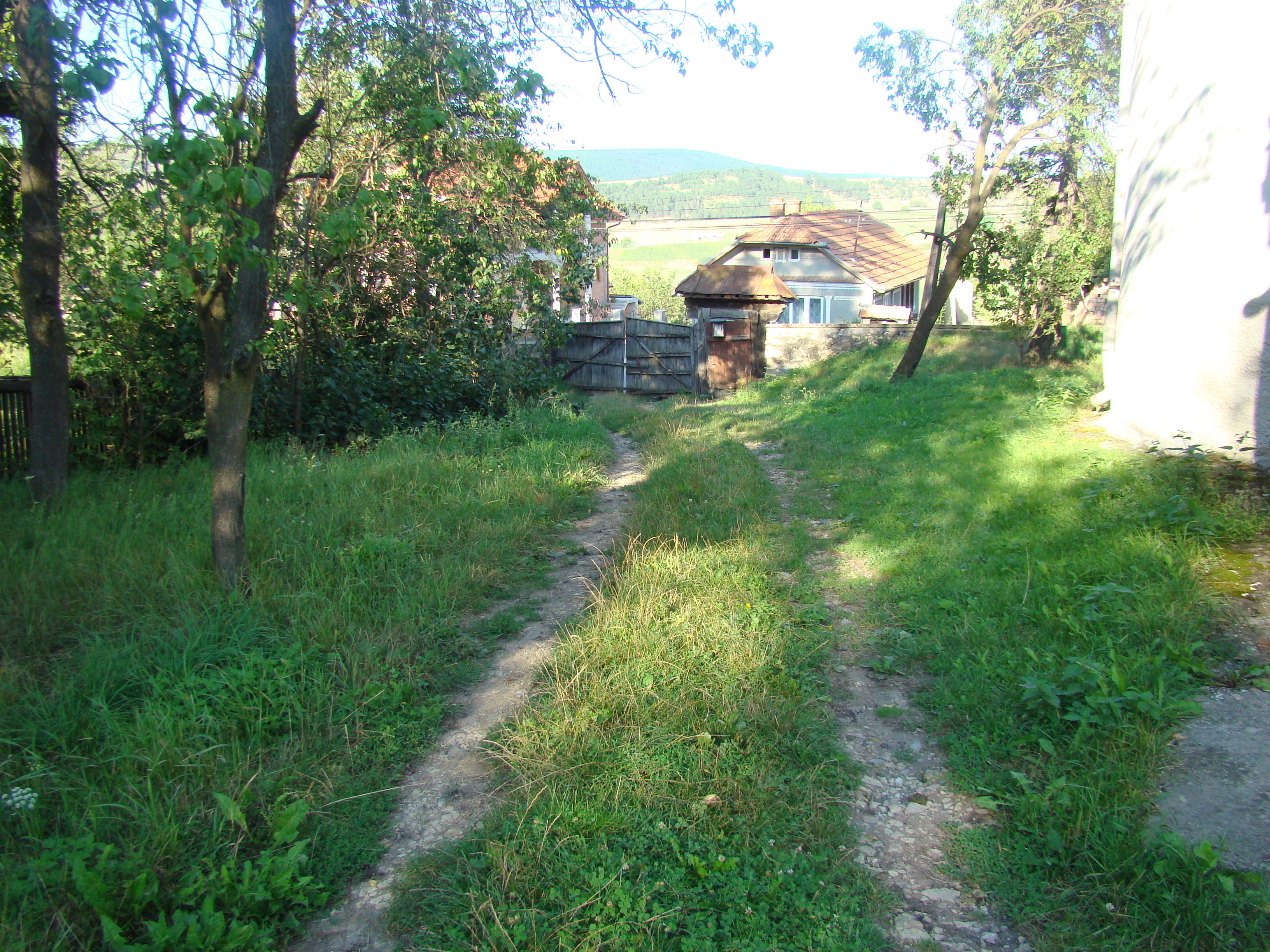
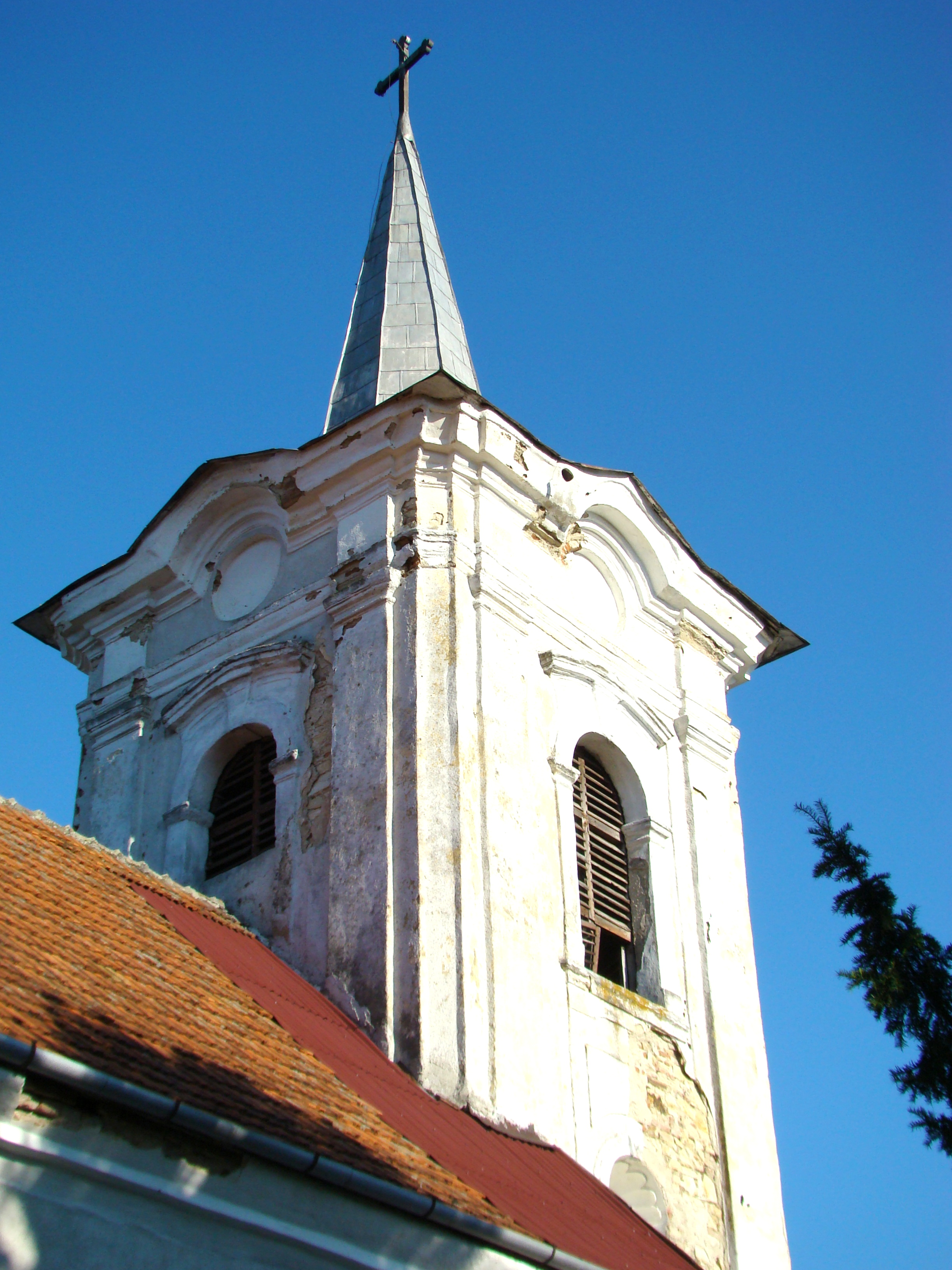
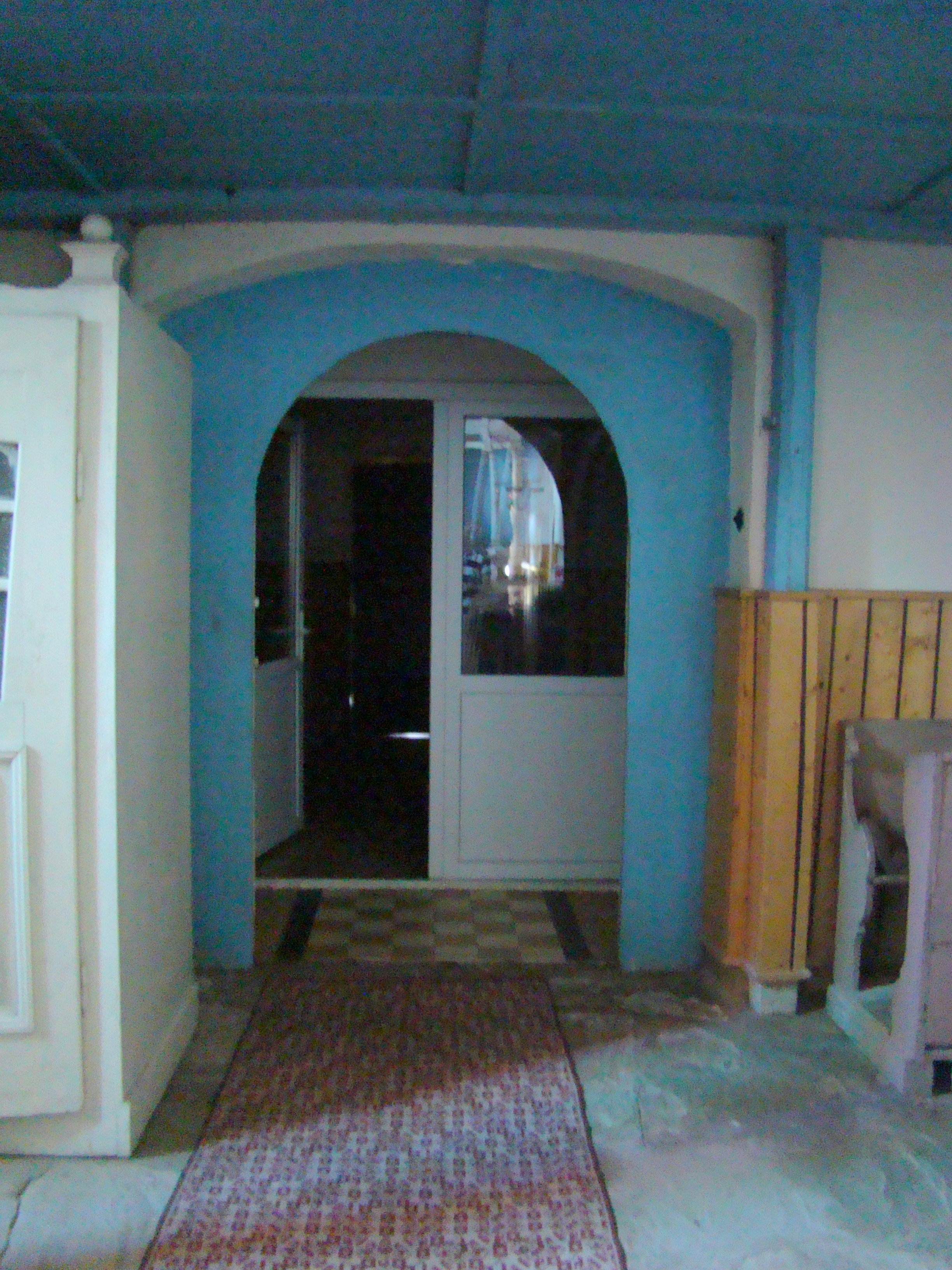
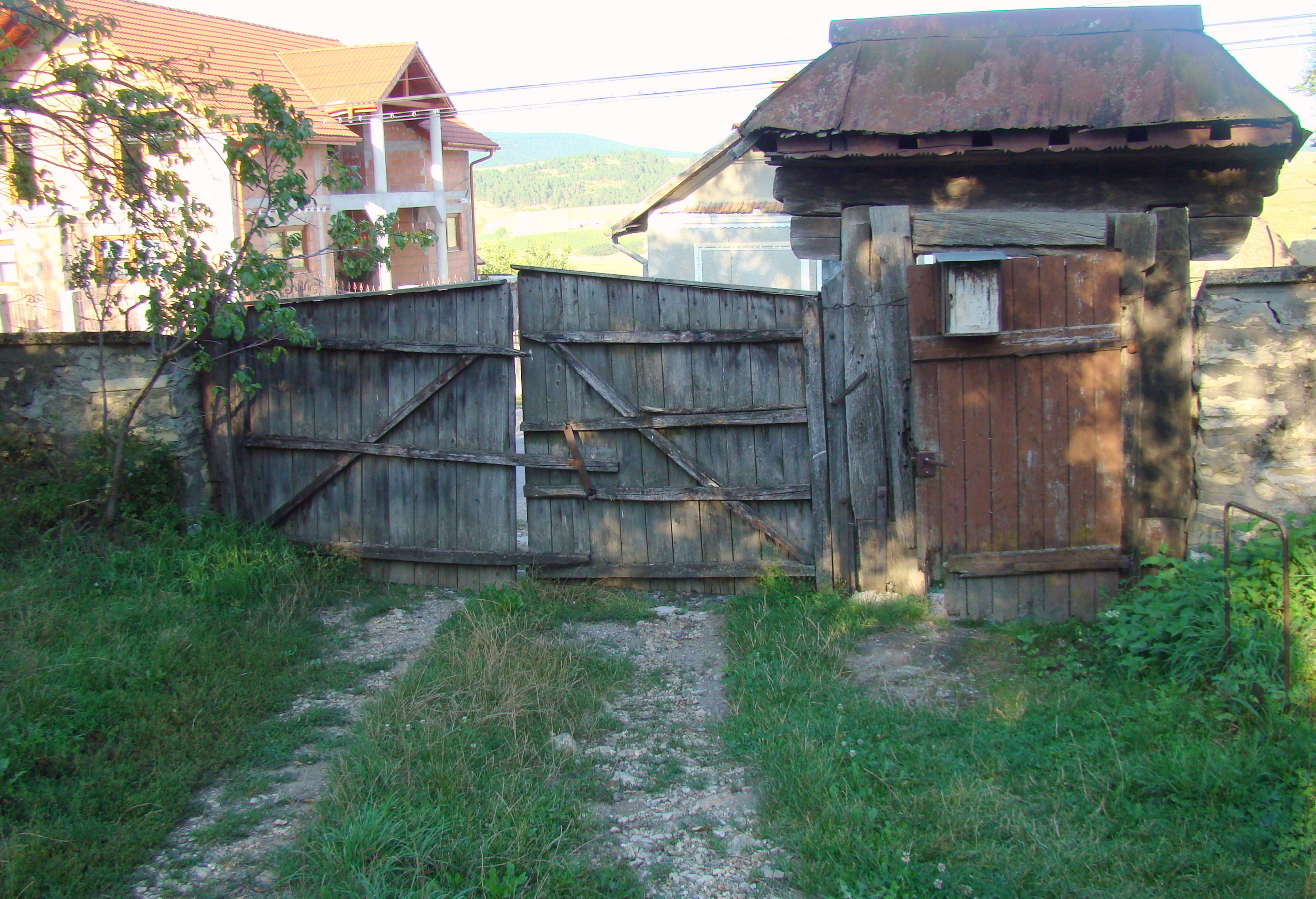
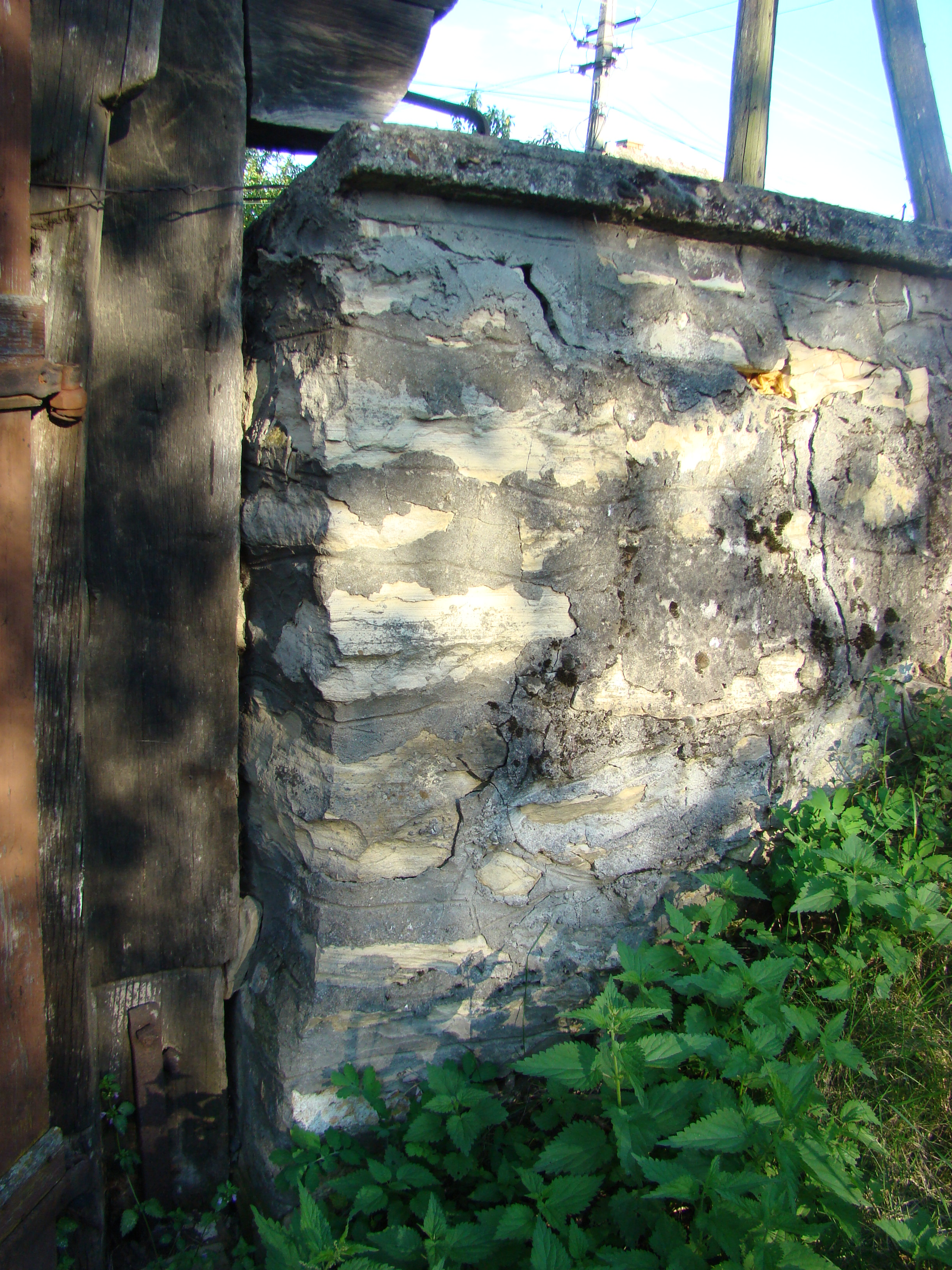
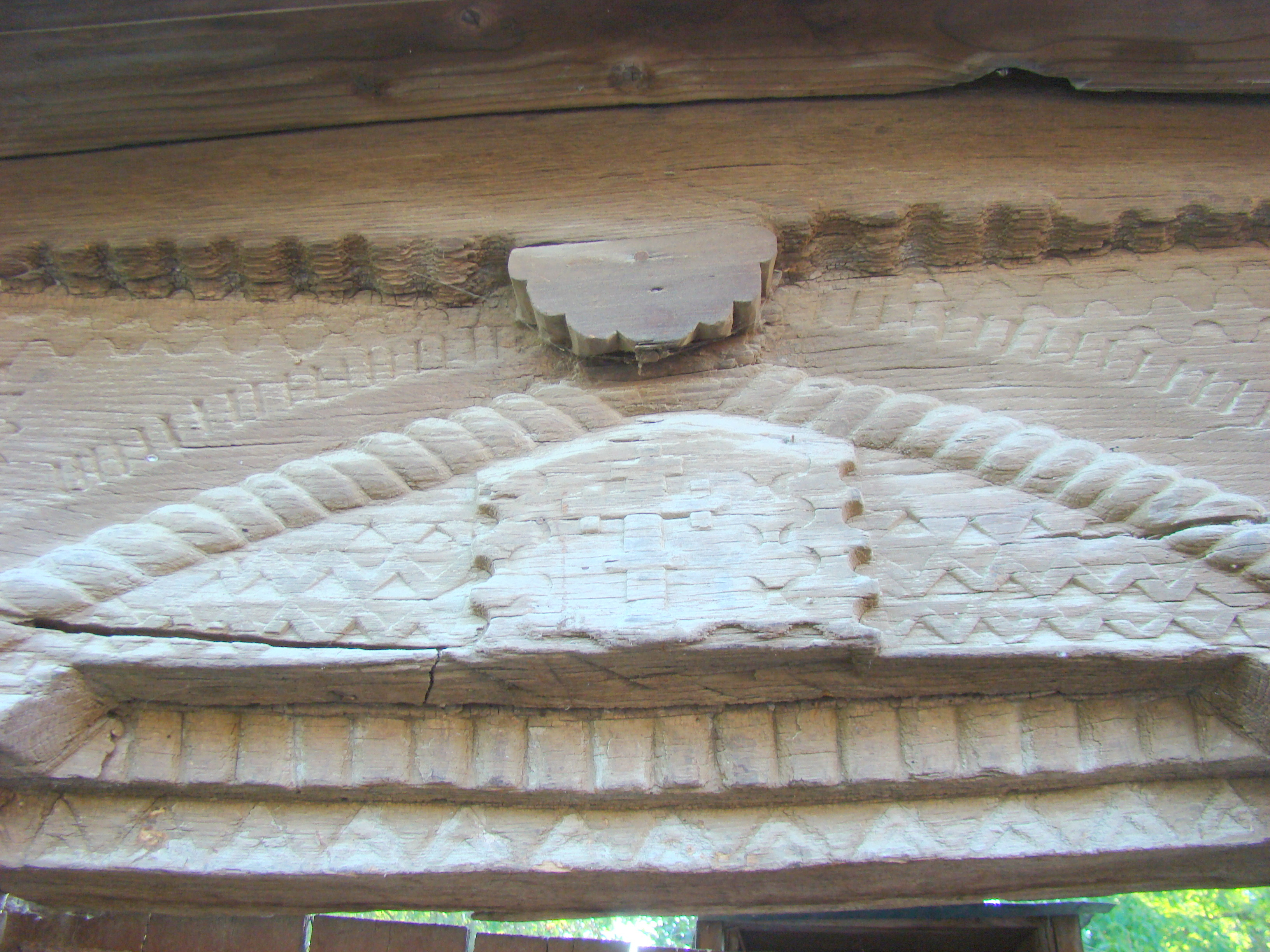
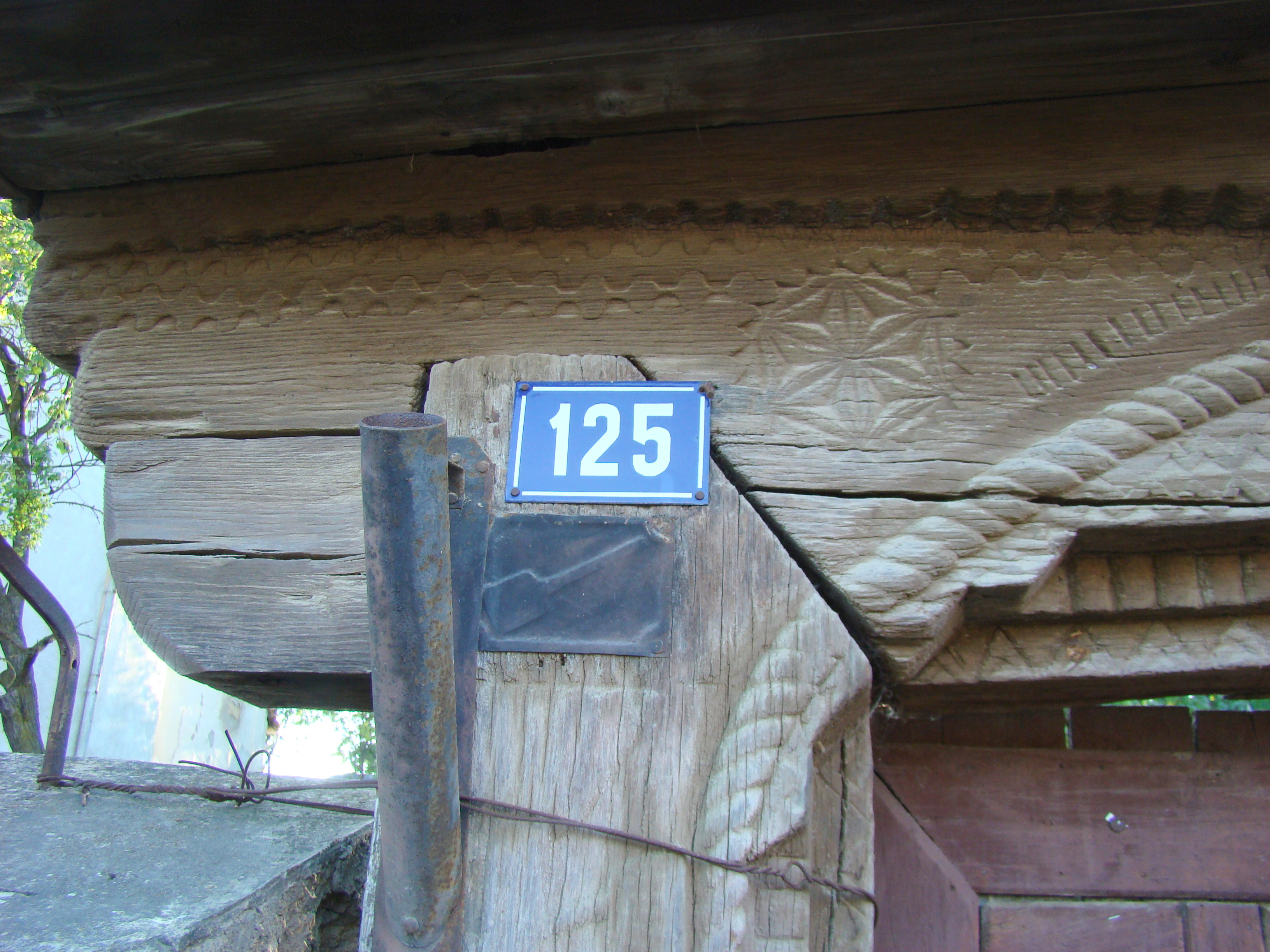
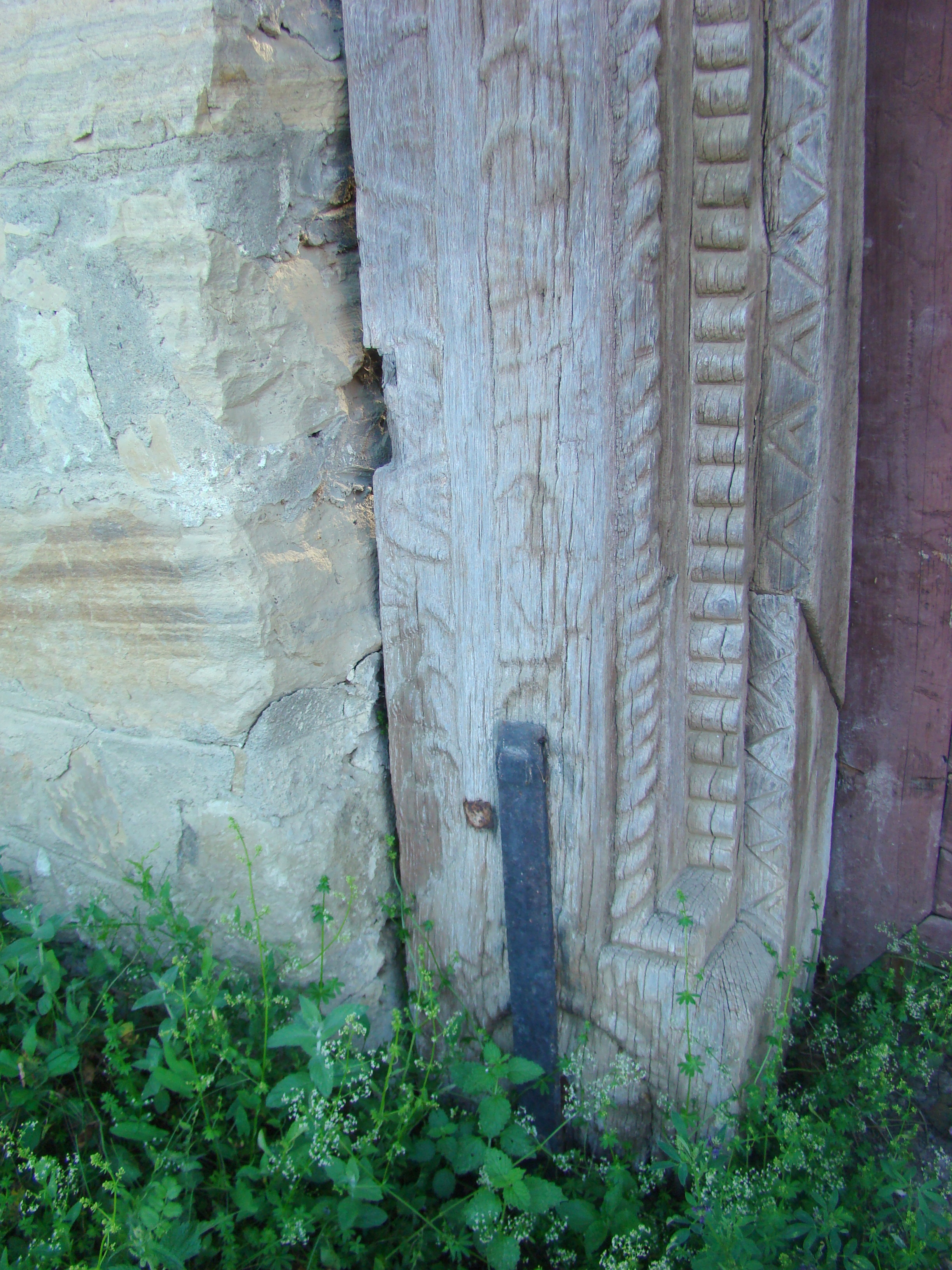
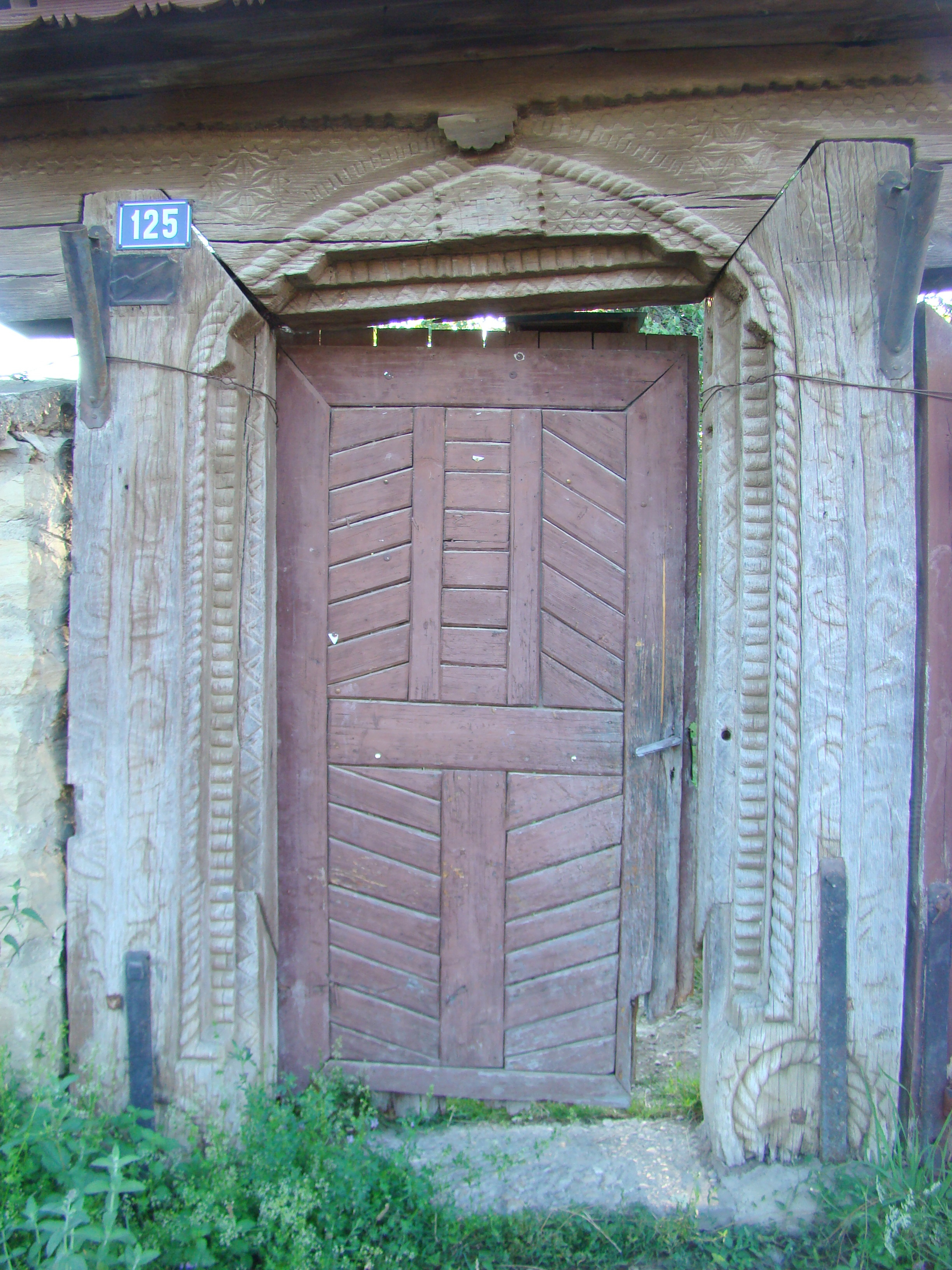
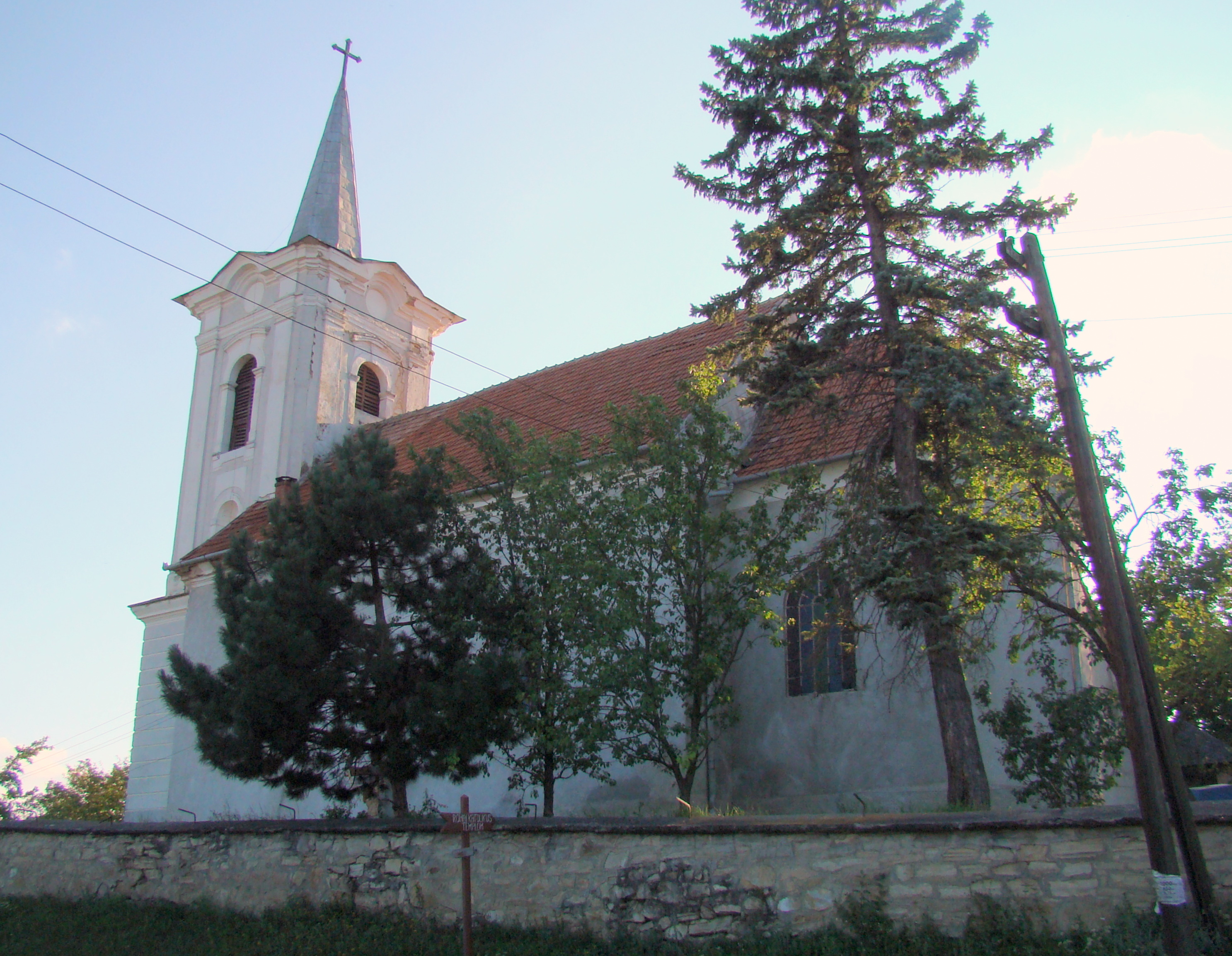
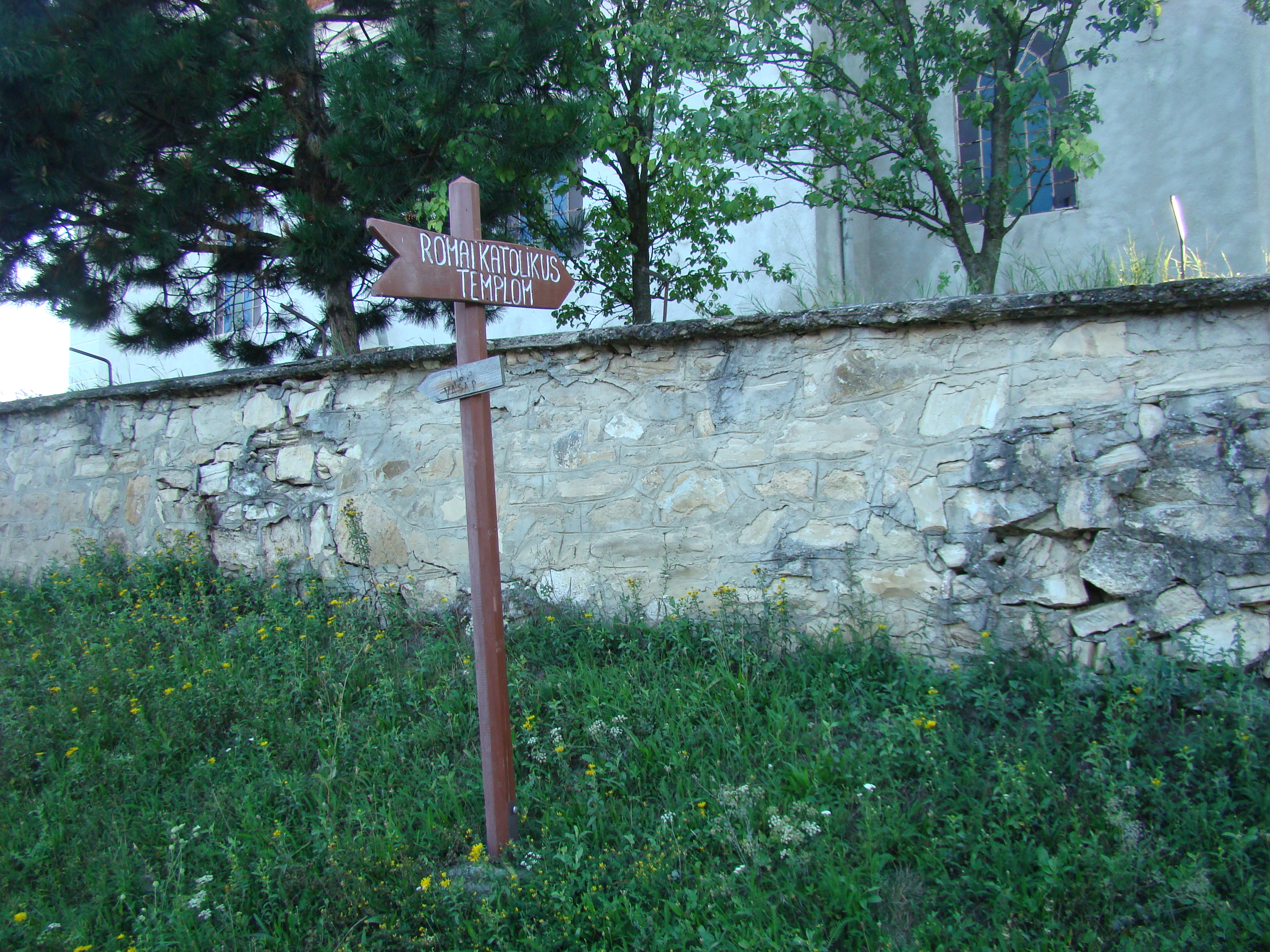
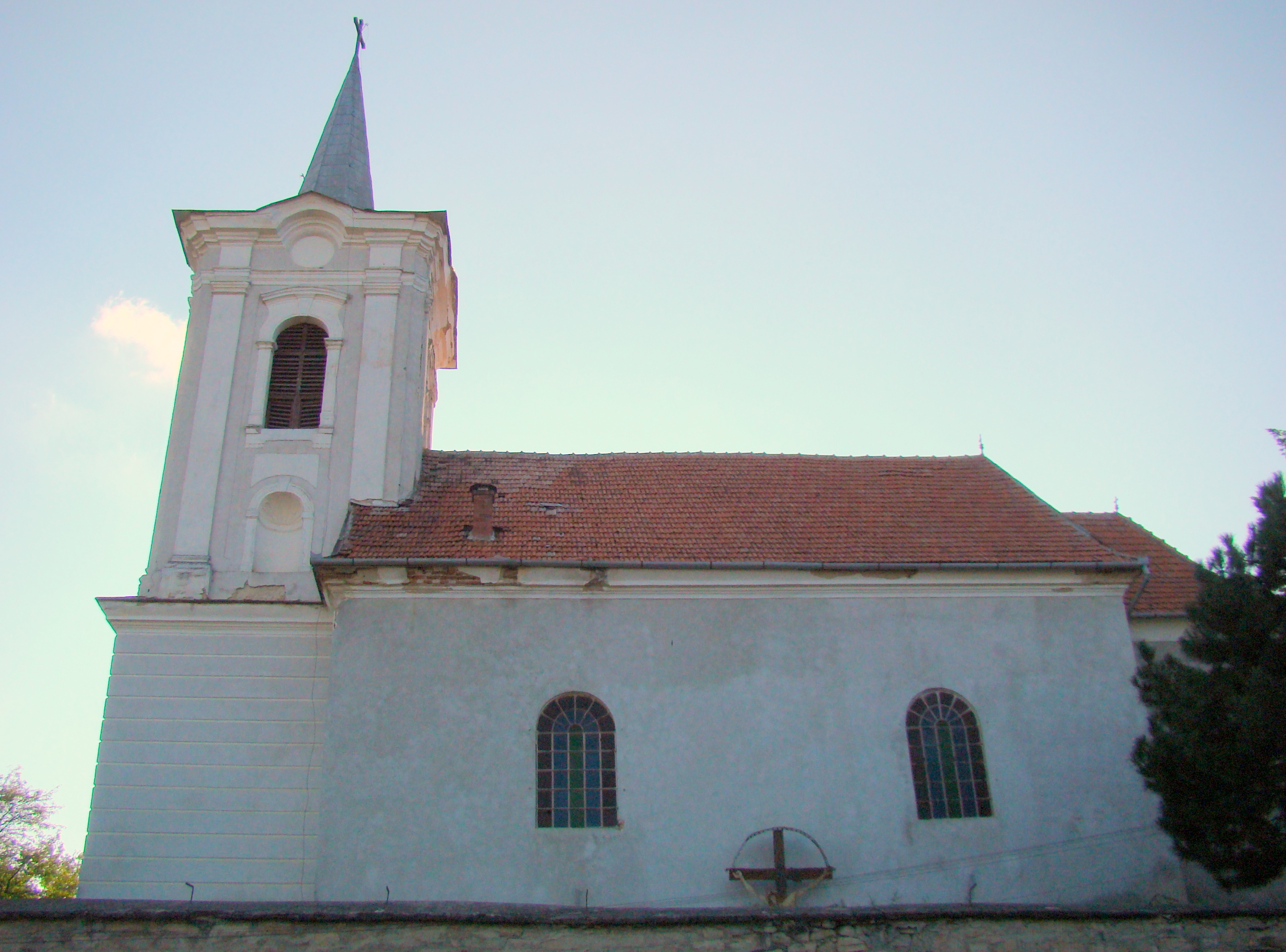
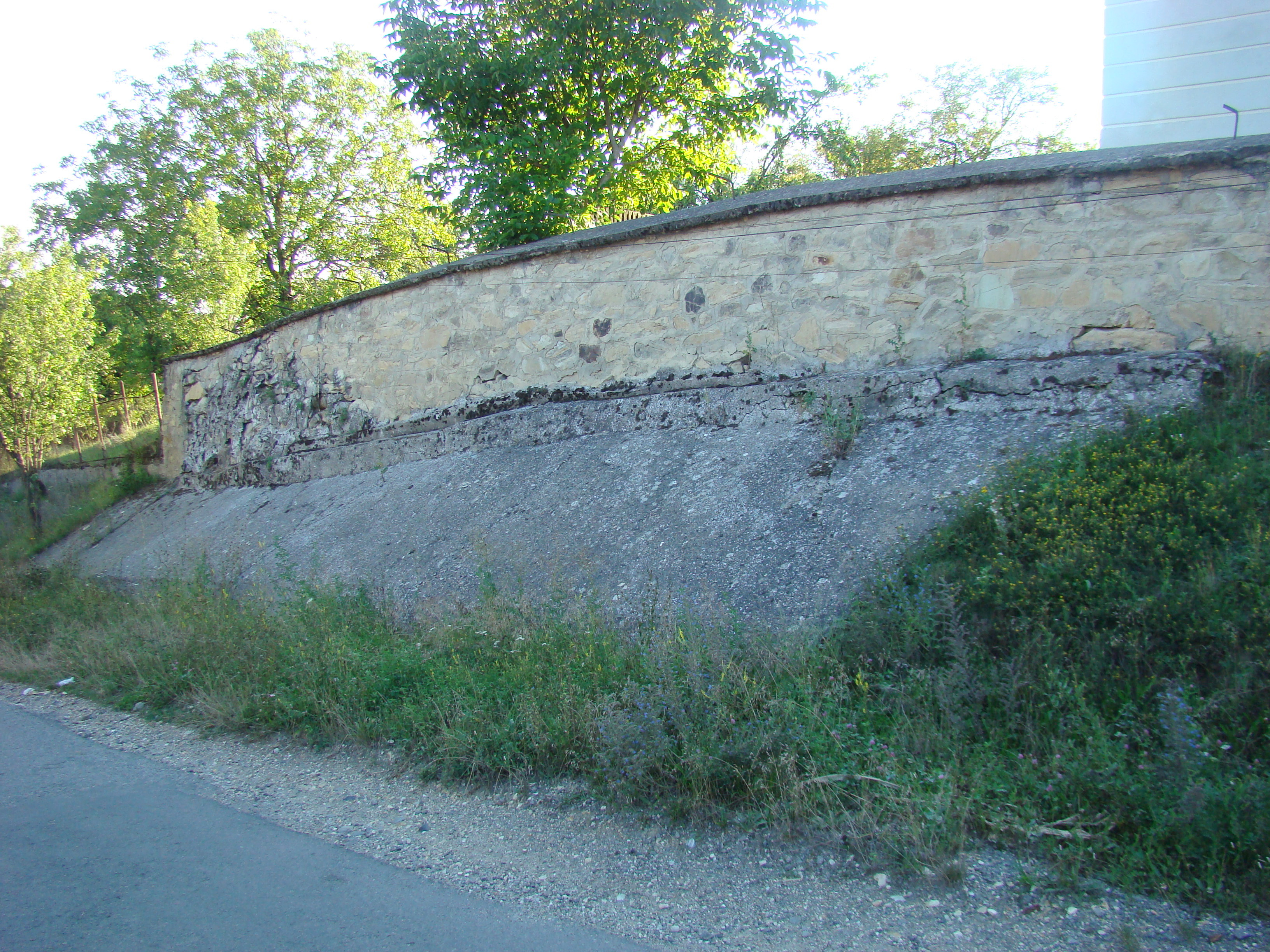
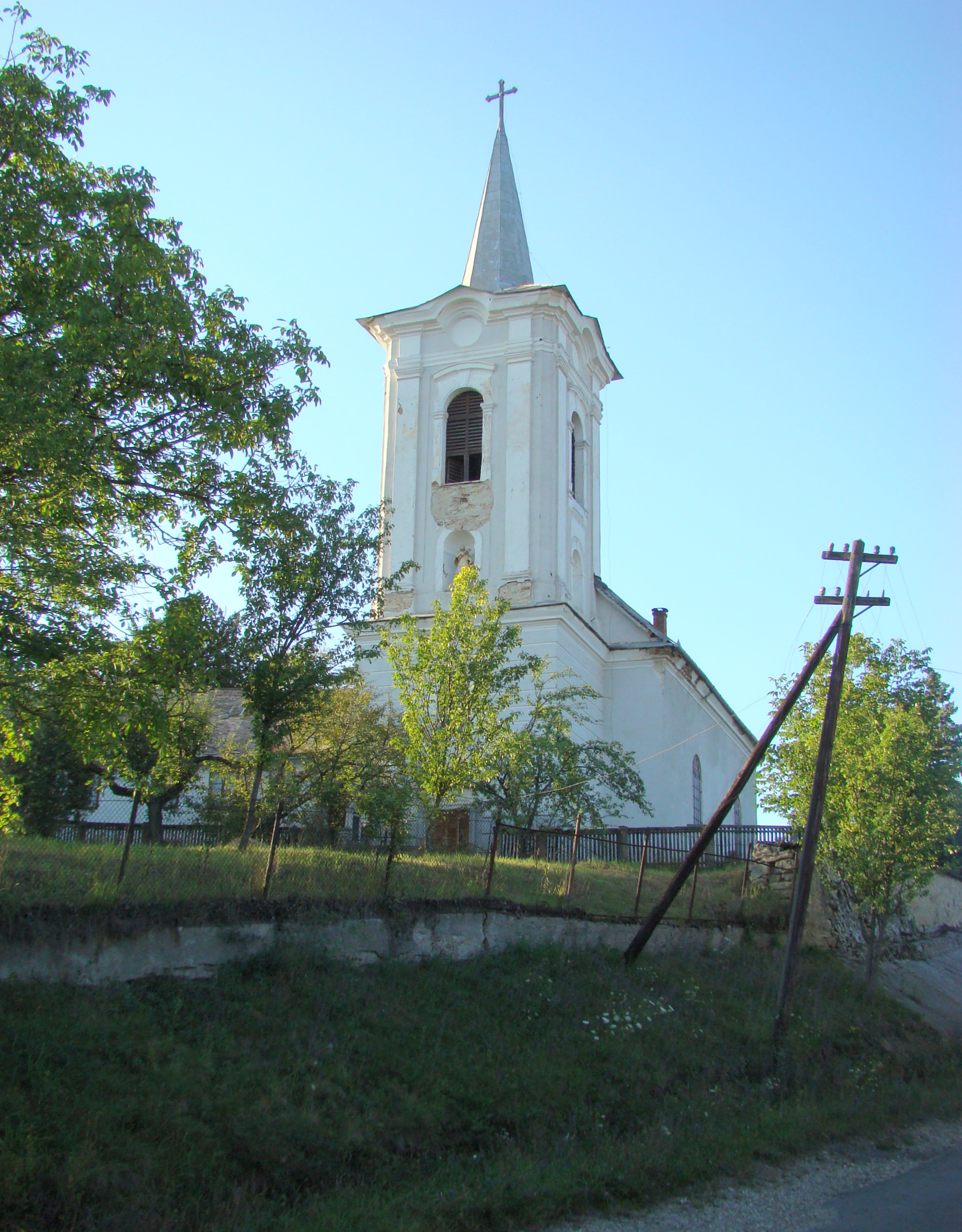
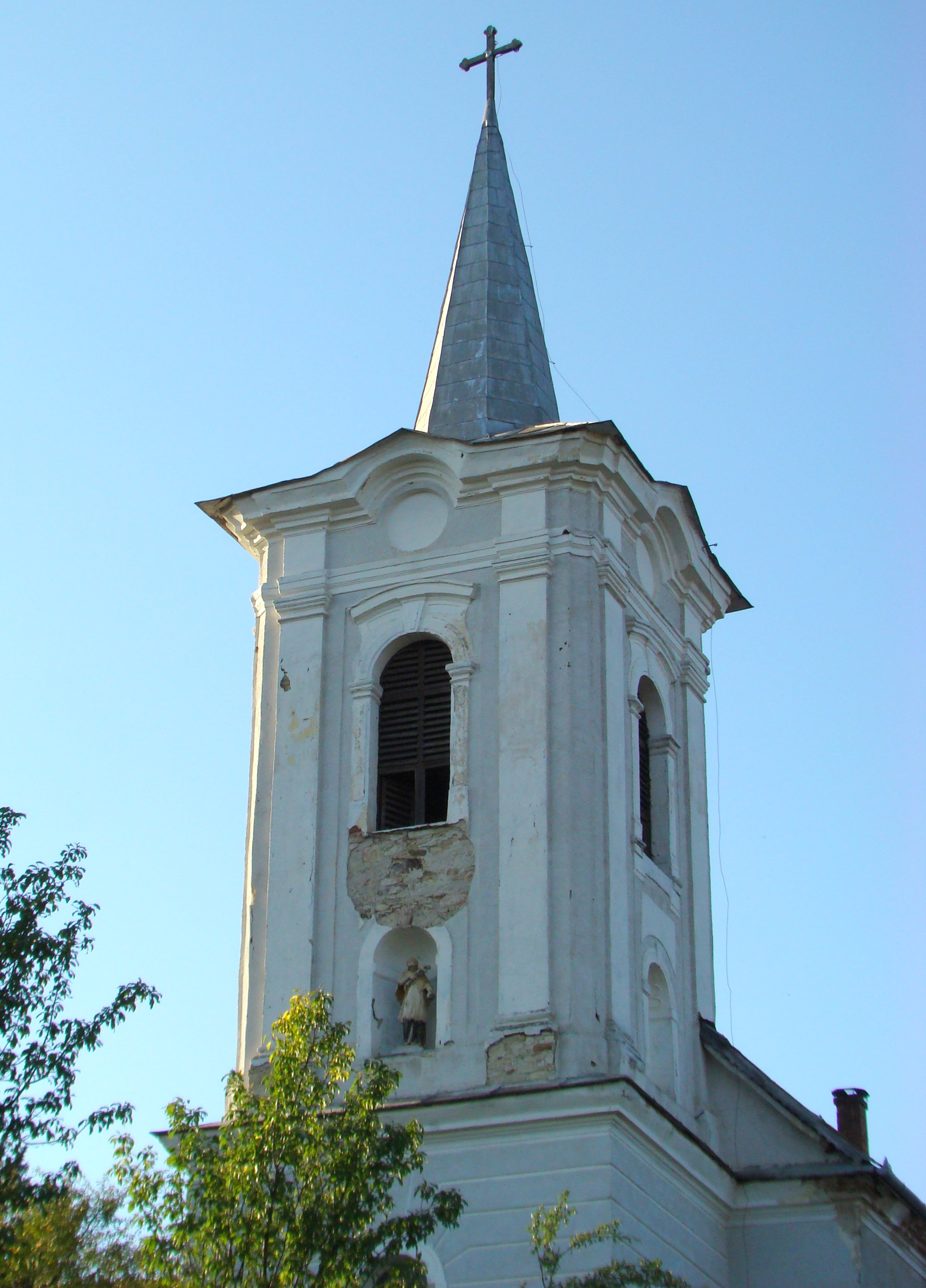

## Imagini din interior

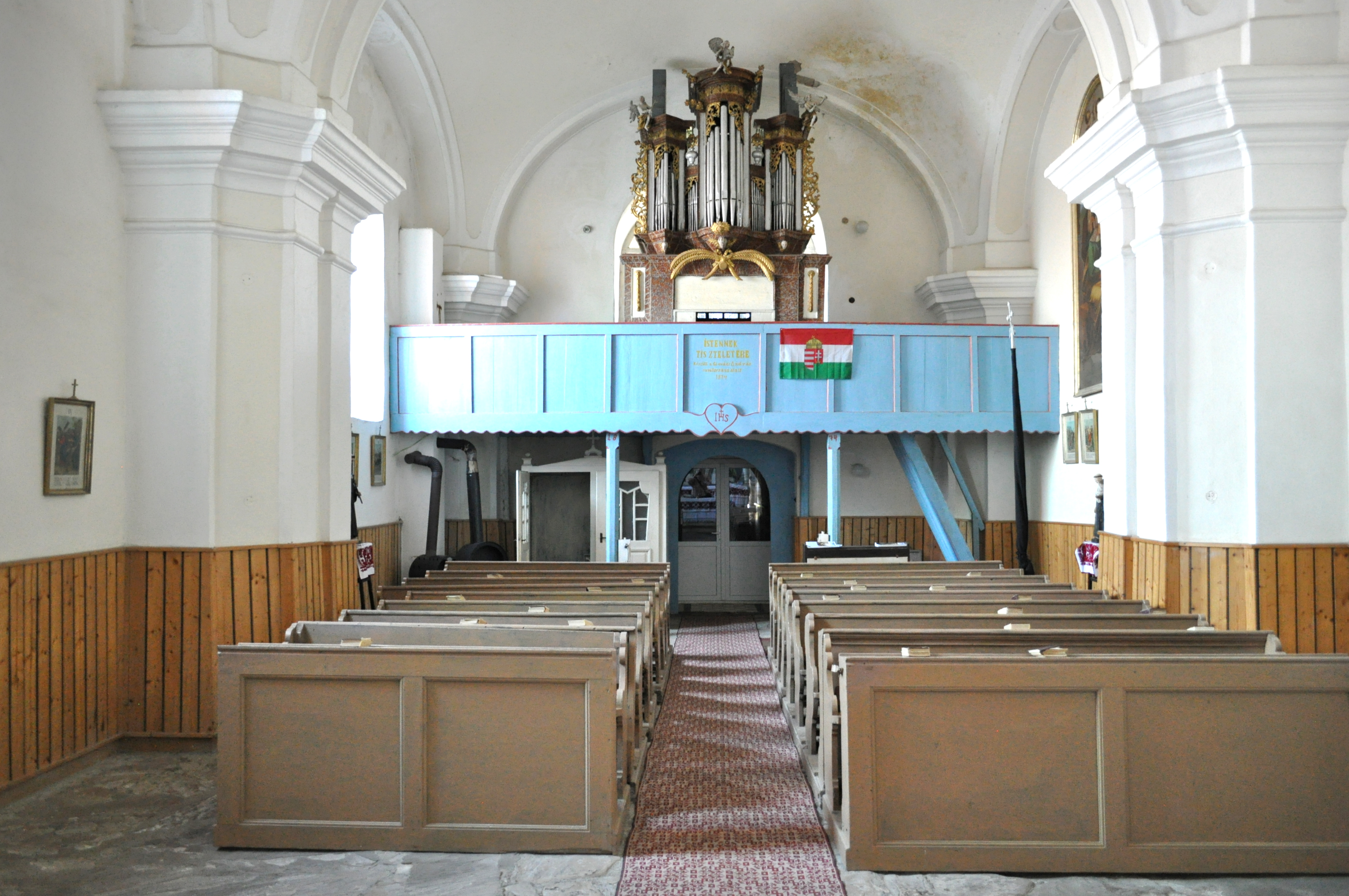
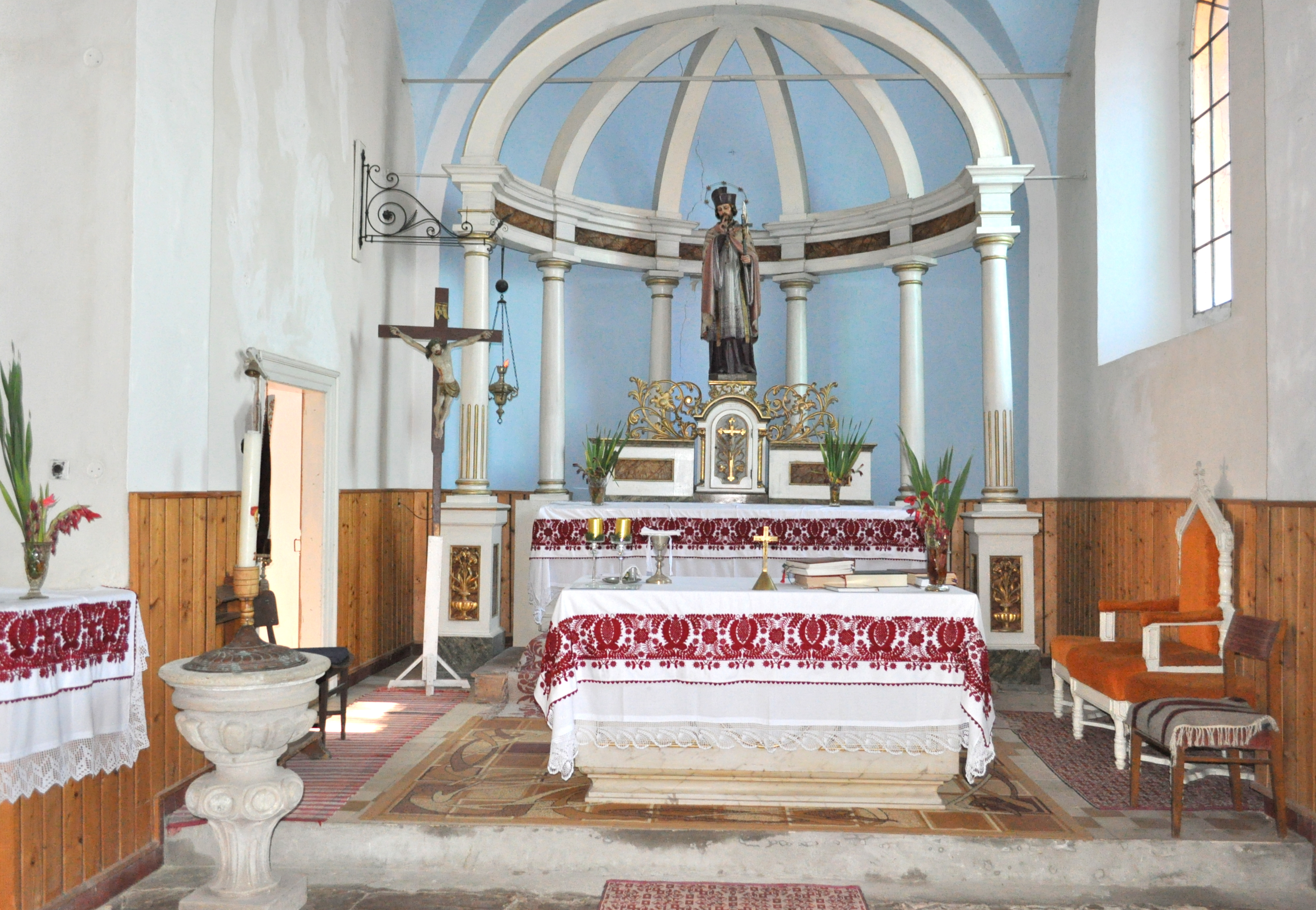
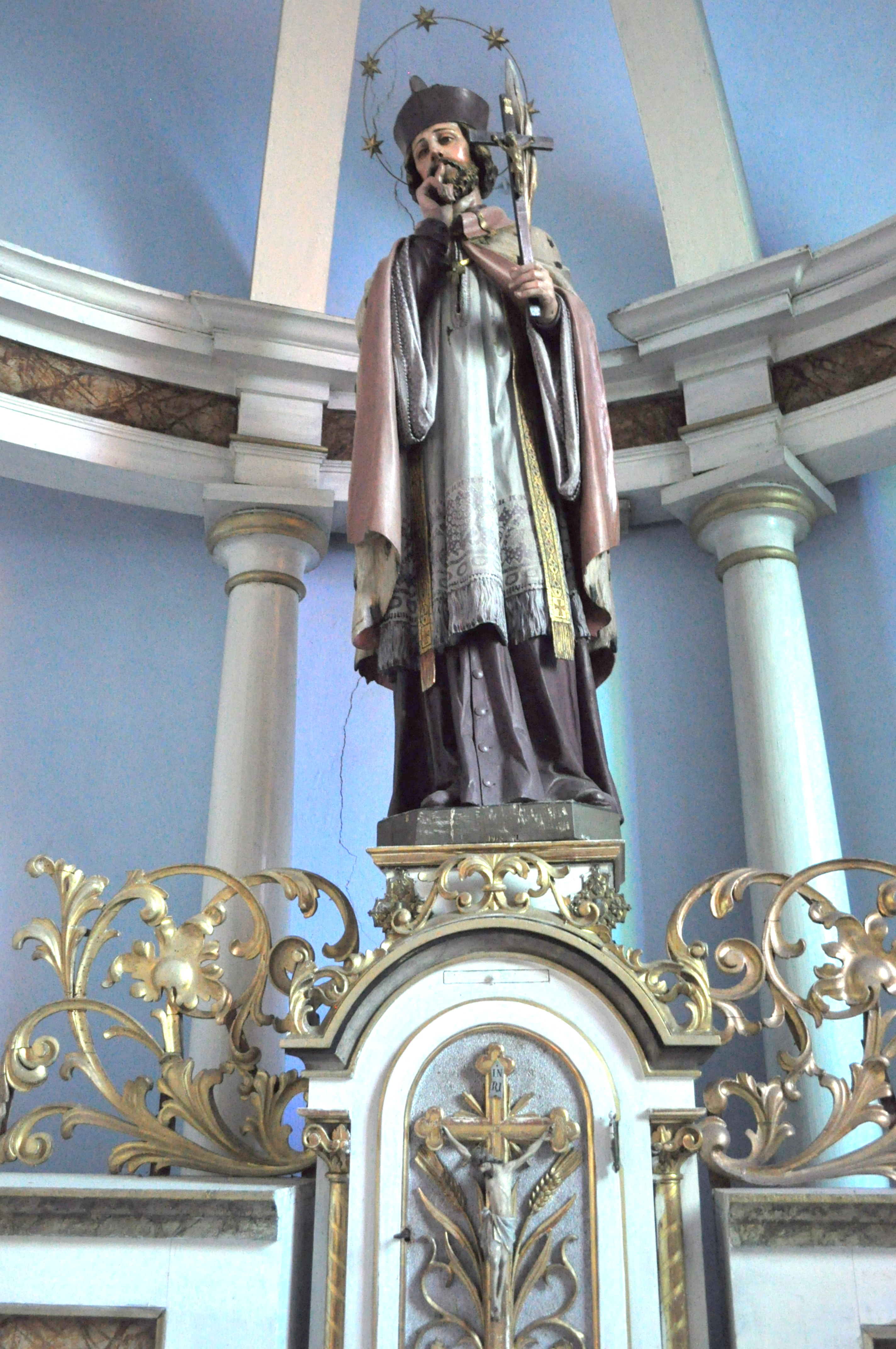
Sf. Ioan Nepomuk (1)
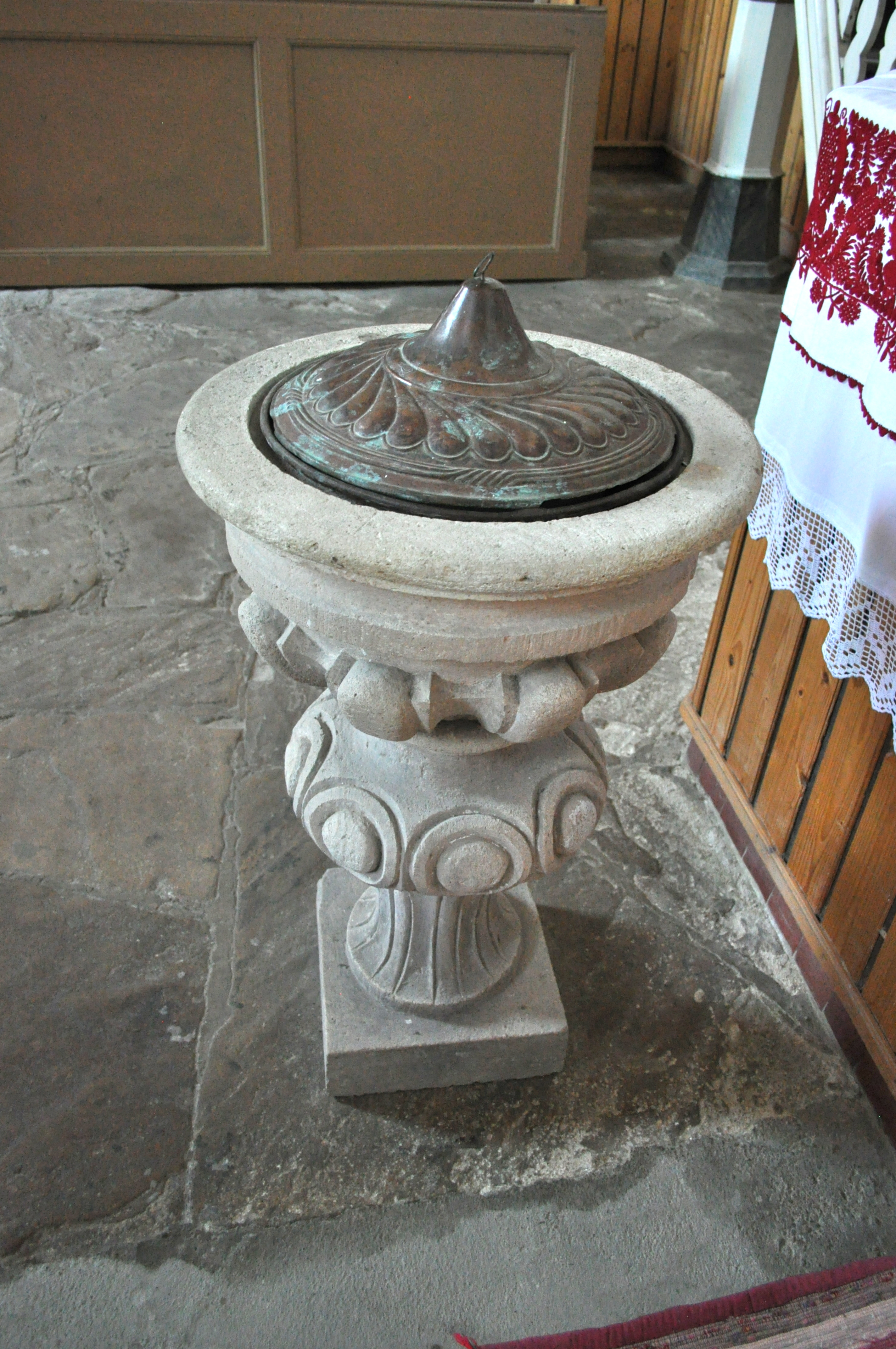
Cristelniță
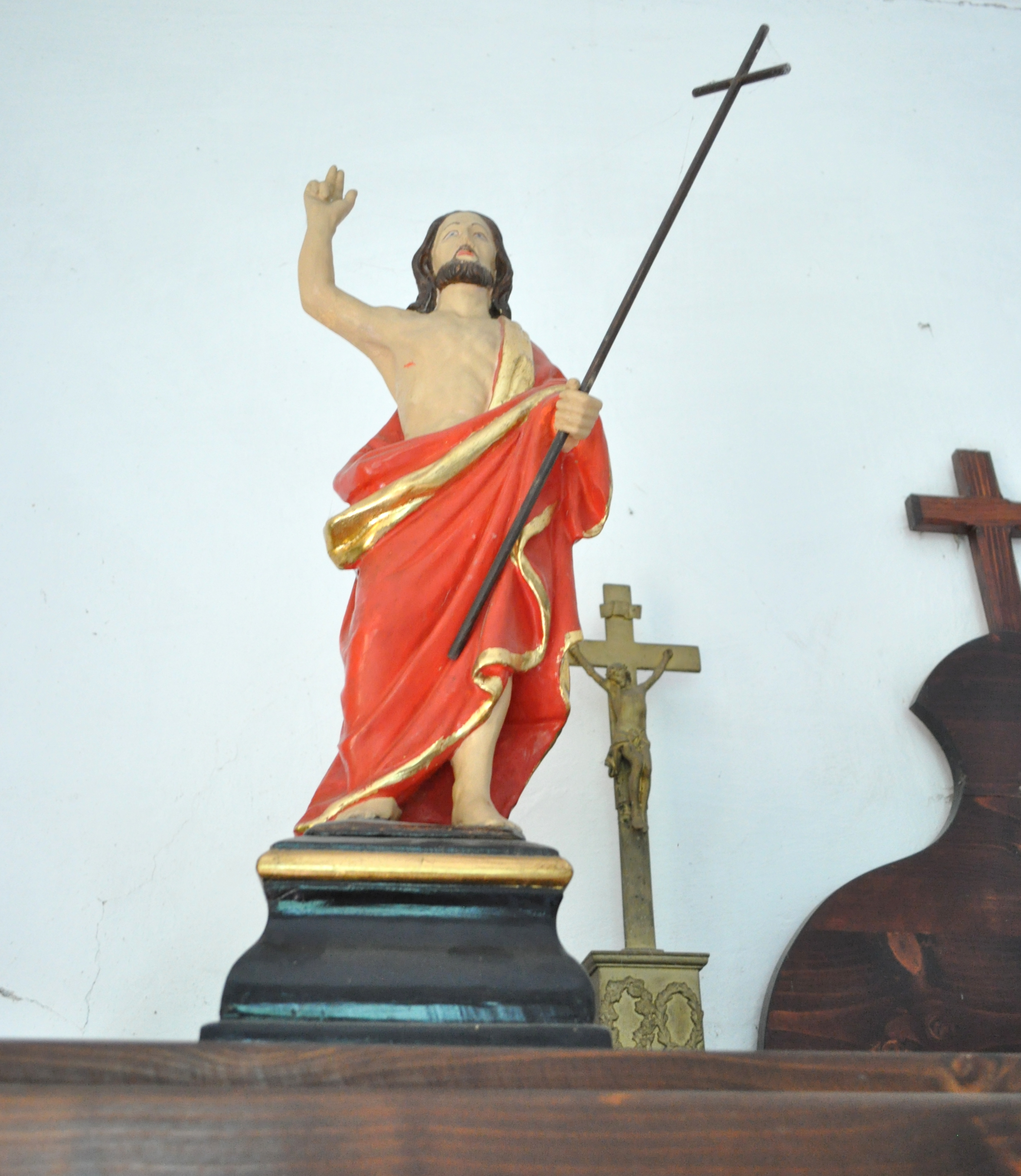
Isus Cristos
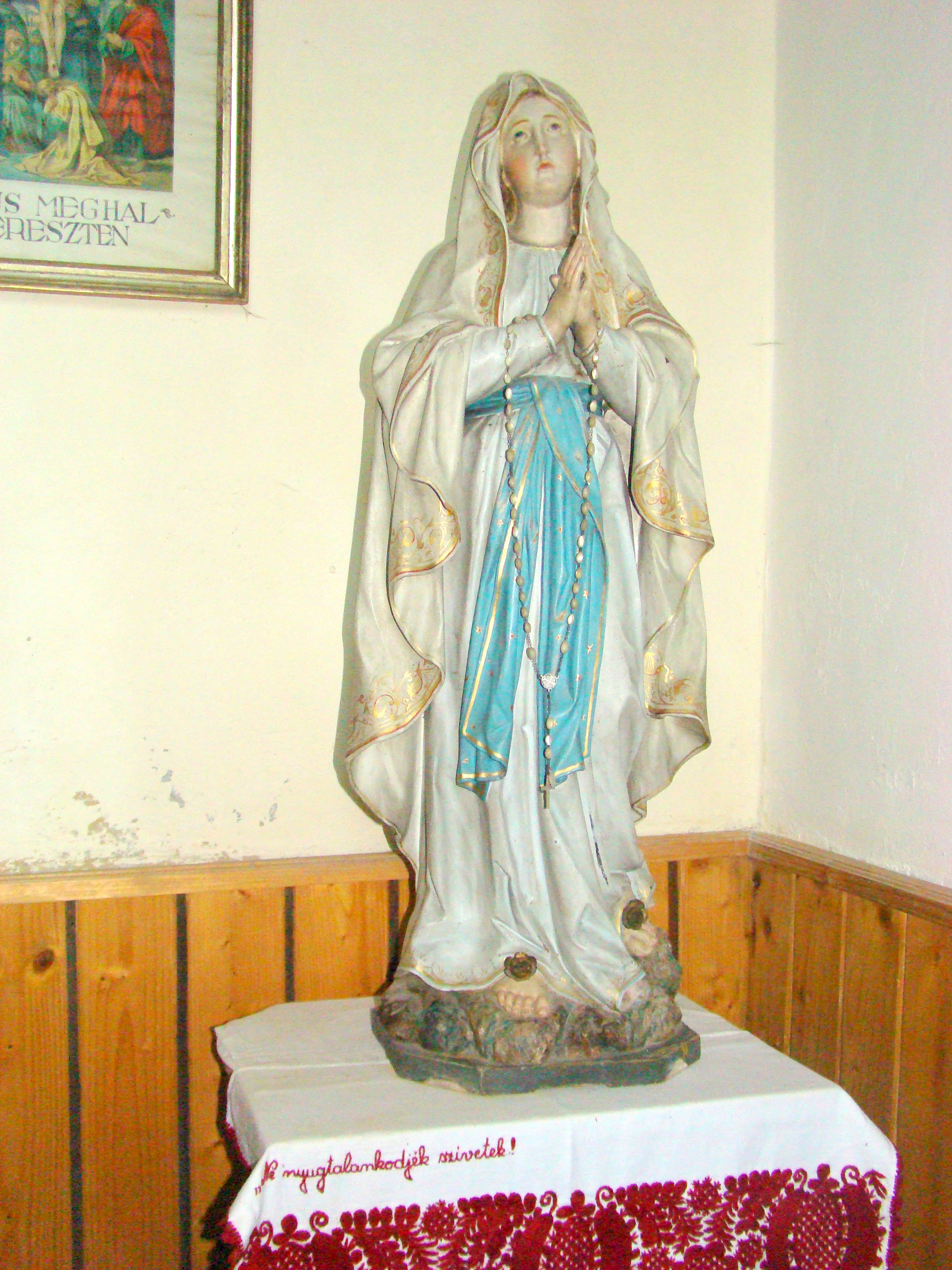
Maica Precista
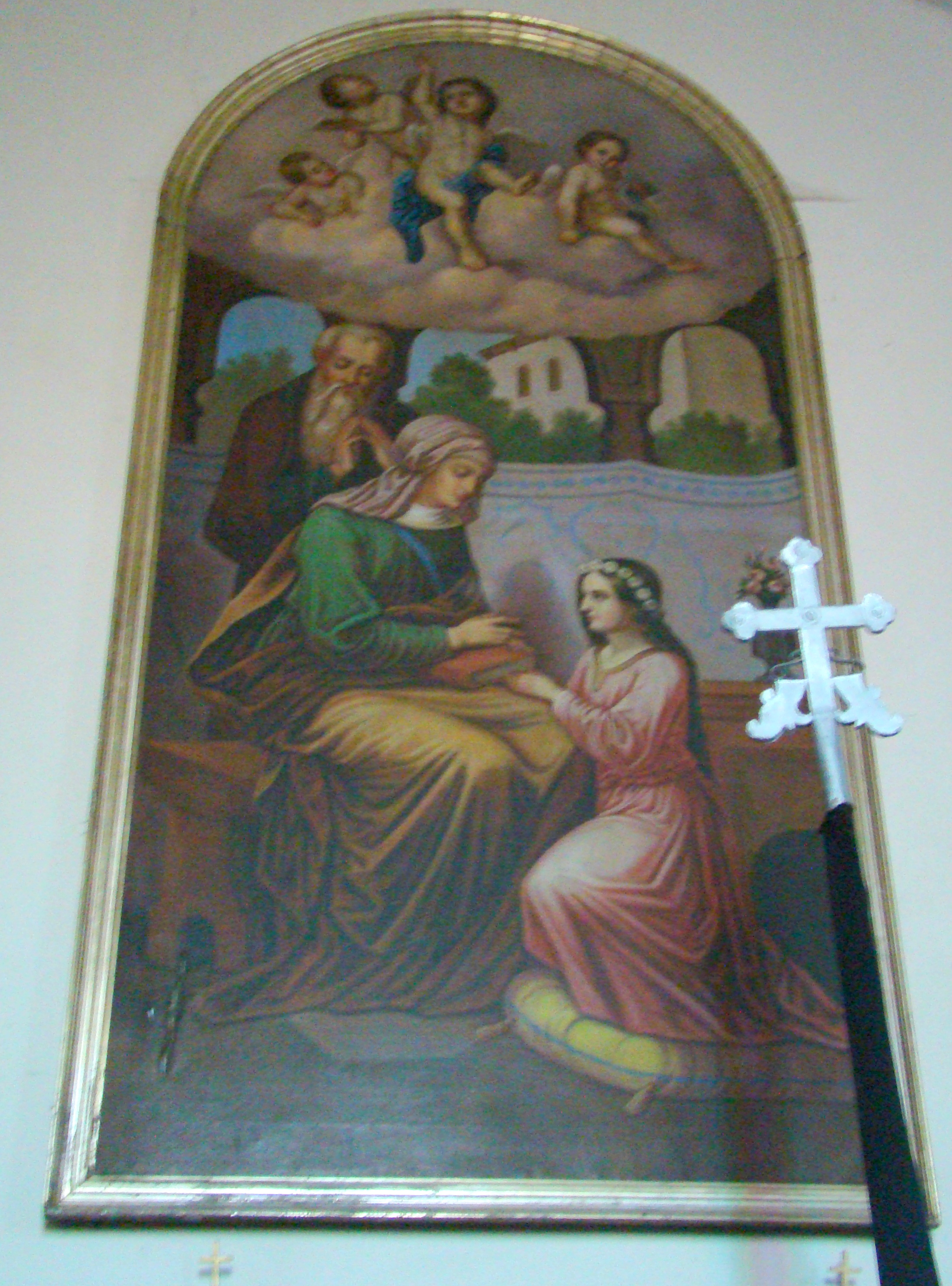
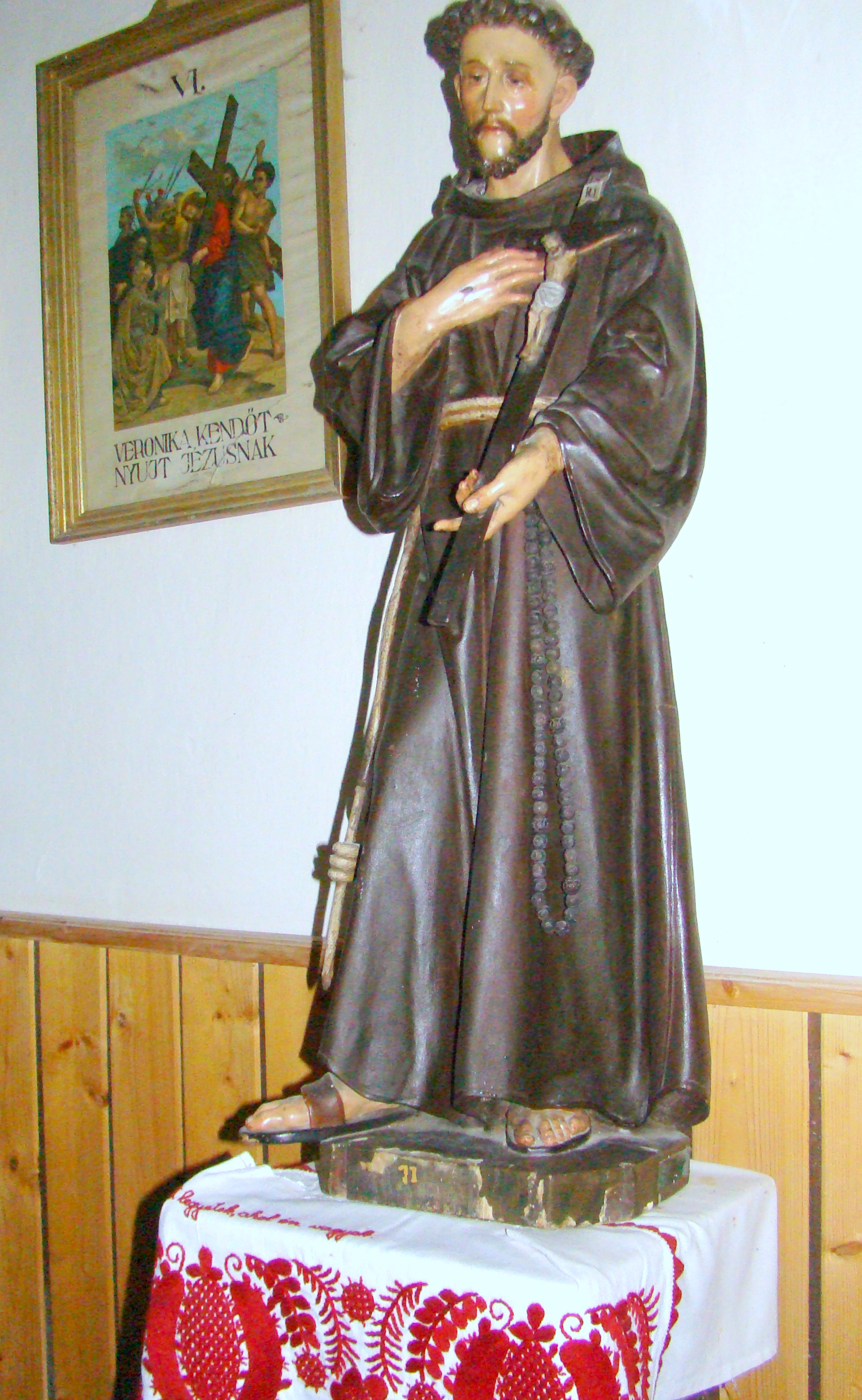
Sf. Francisc din Assisi
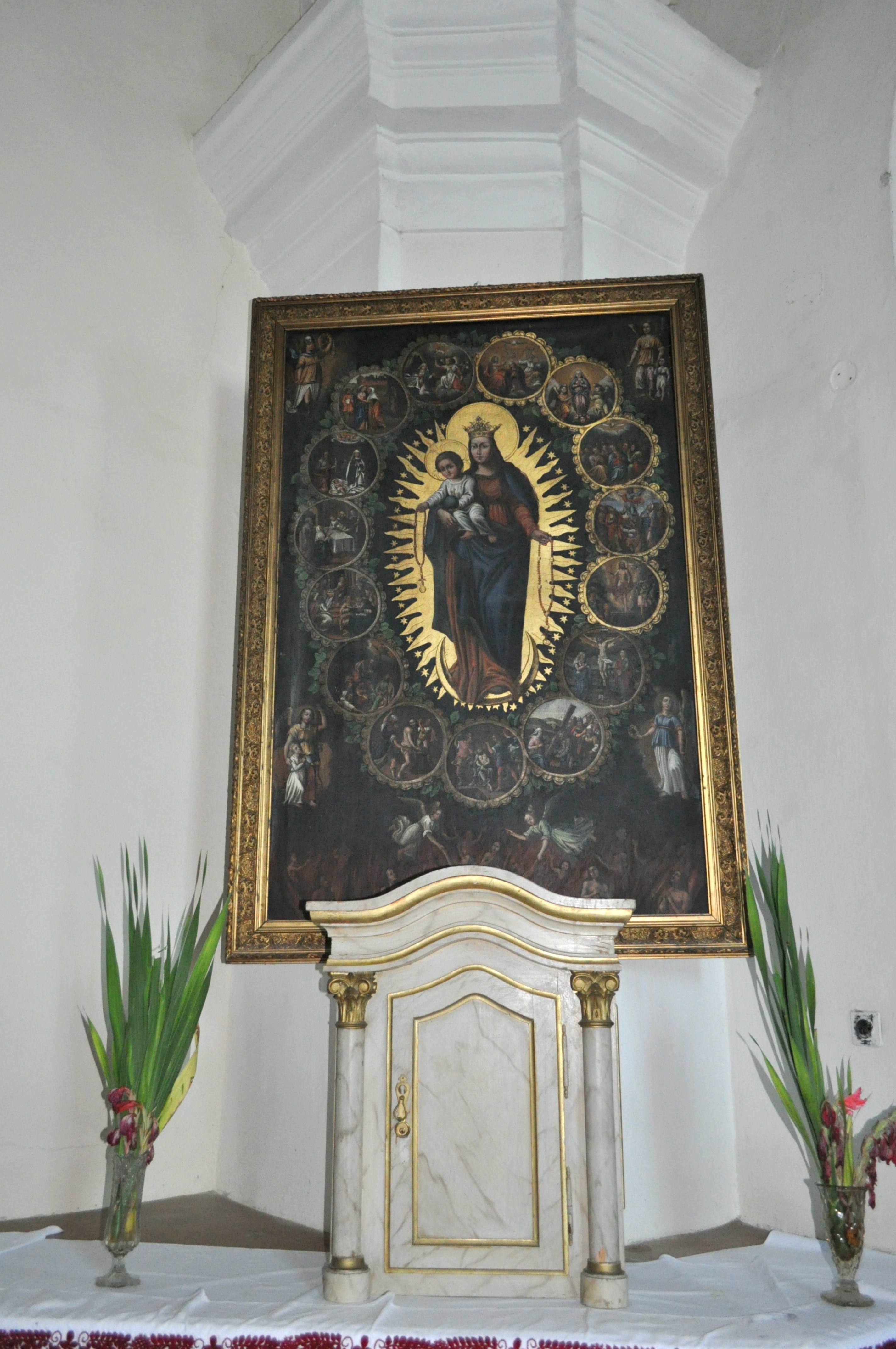
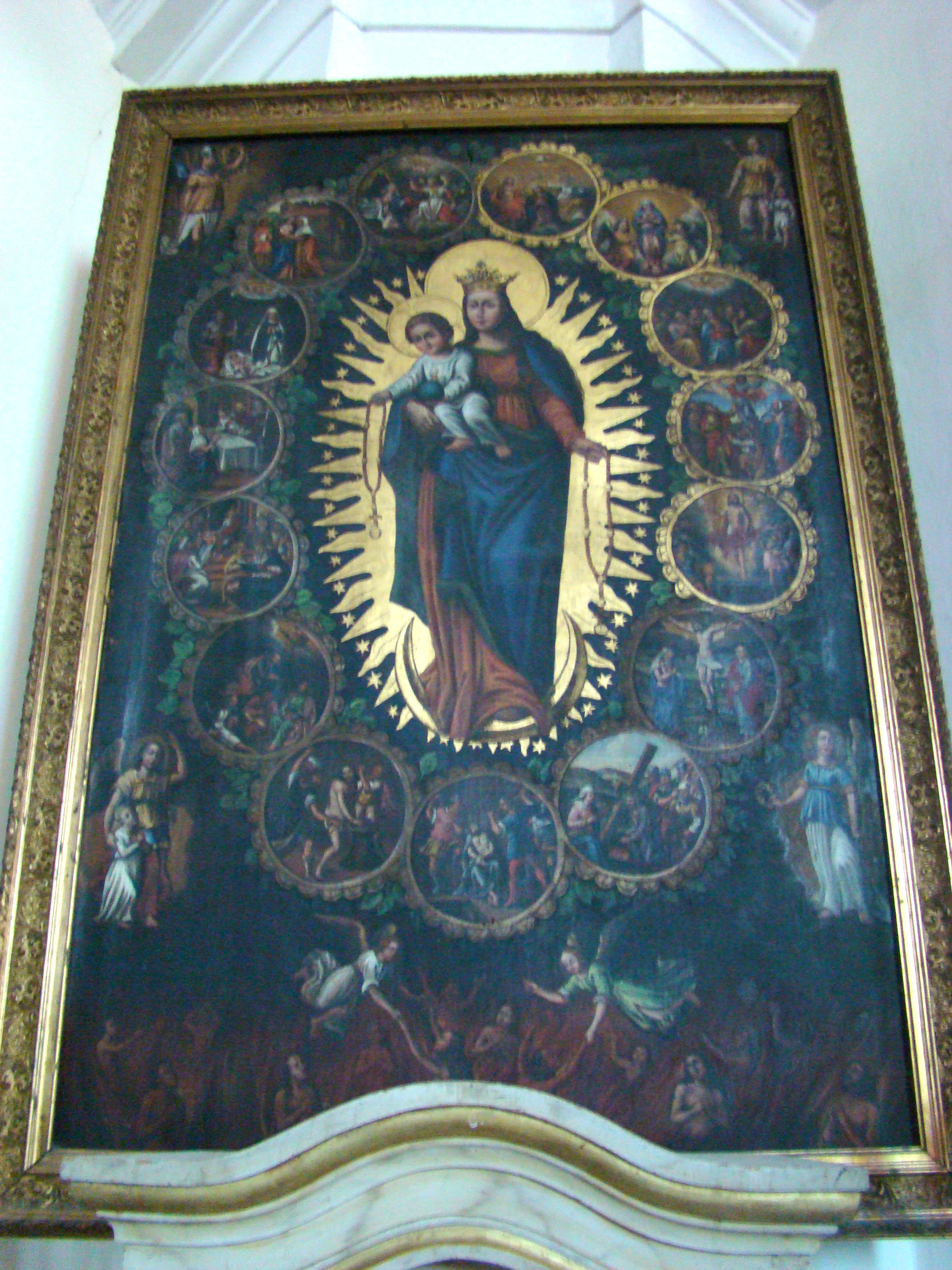
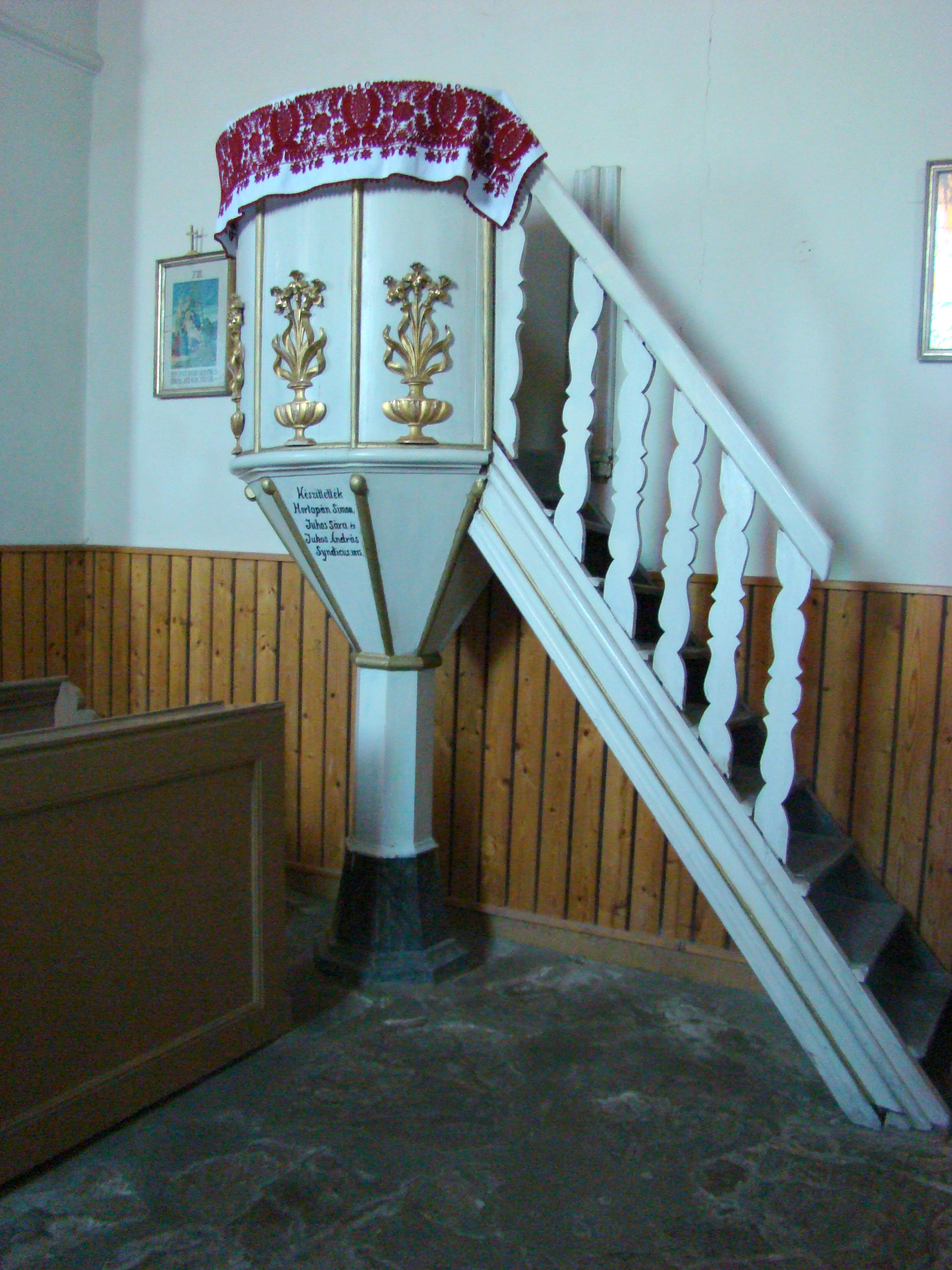
Amvonul
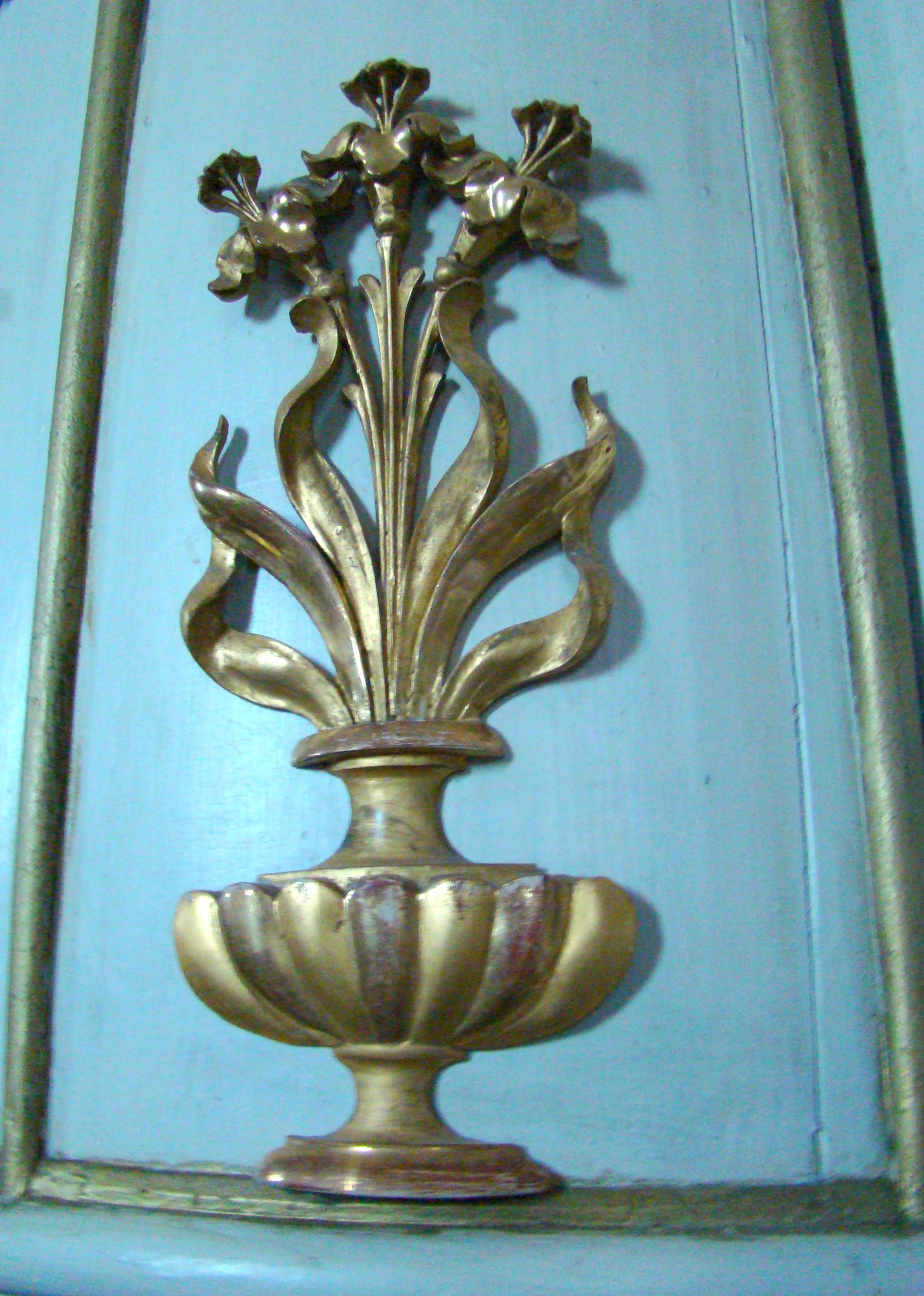
Detaliu al amvonului
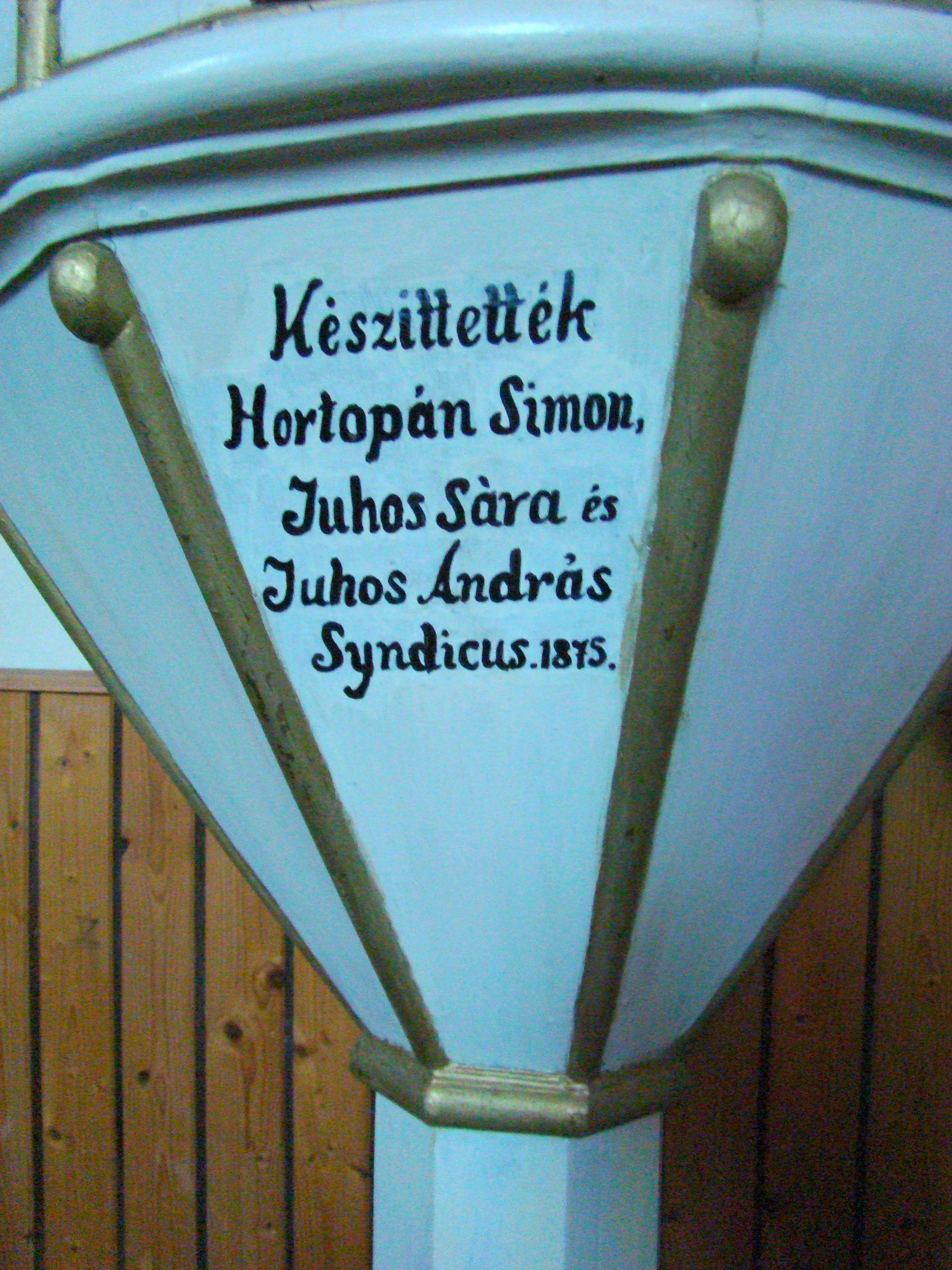
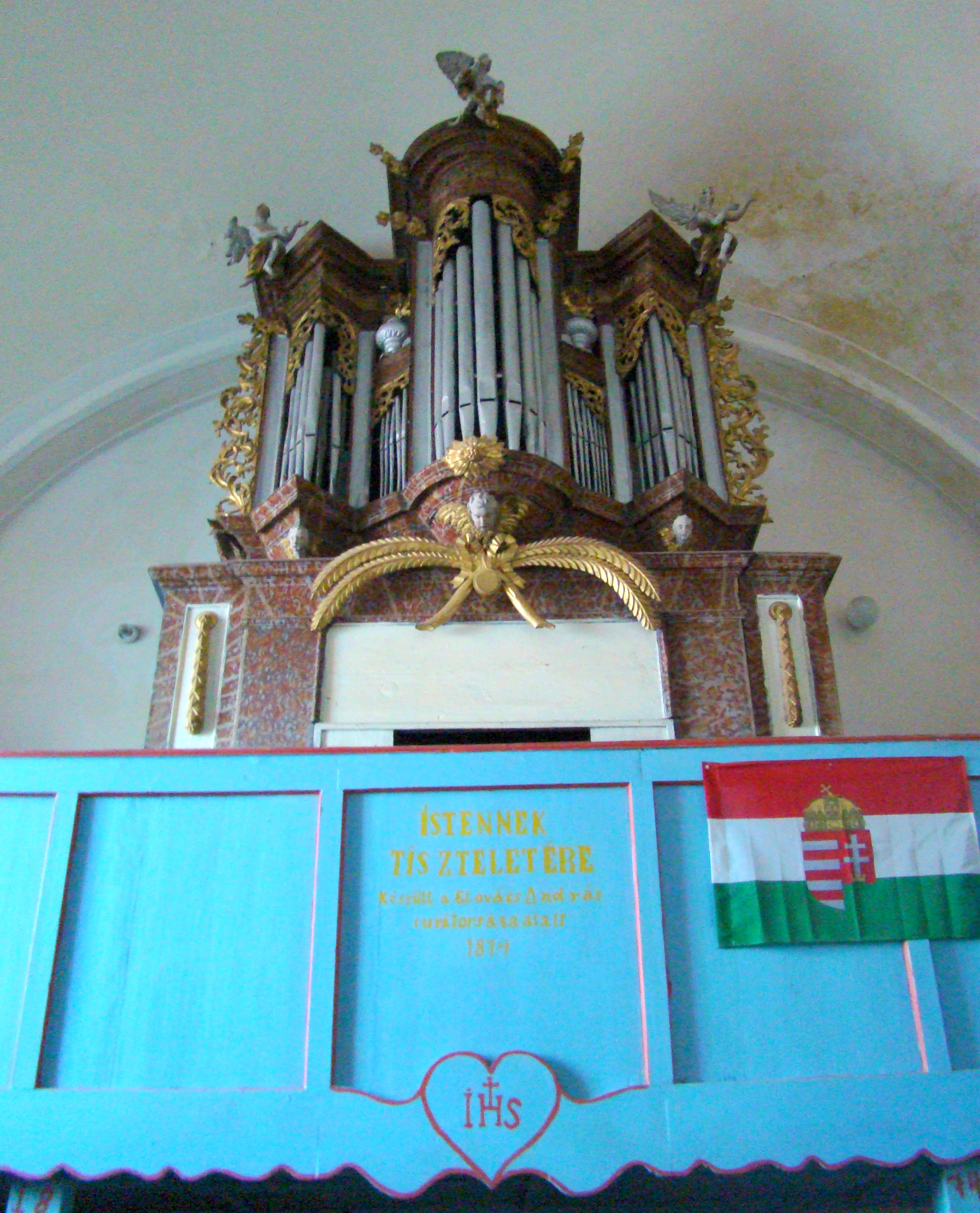
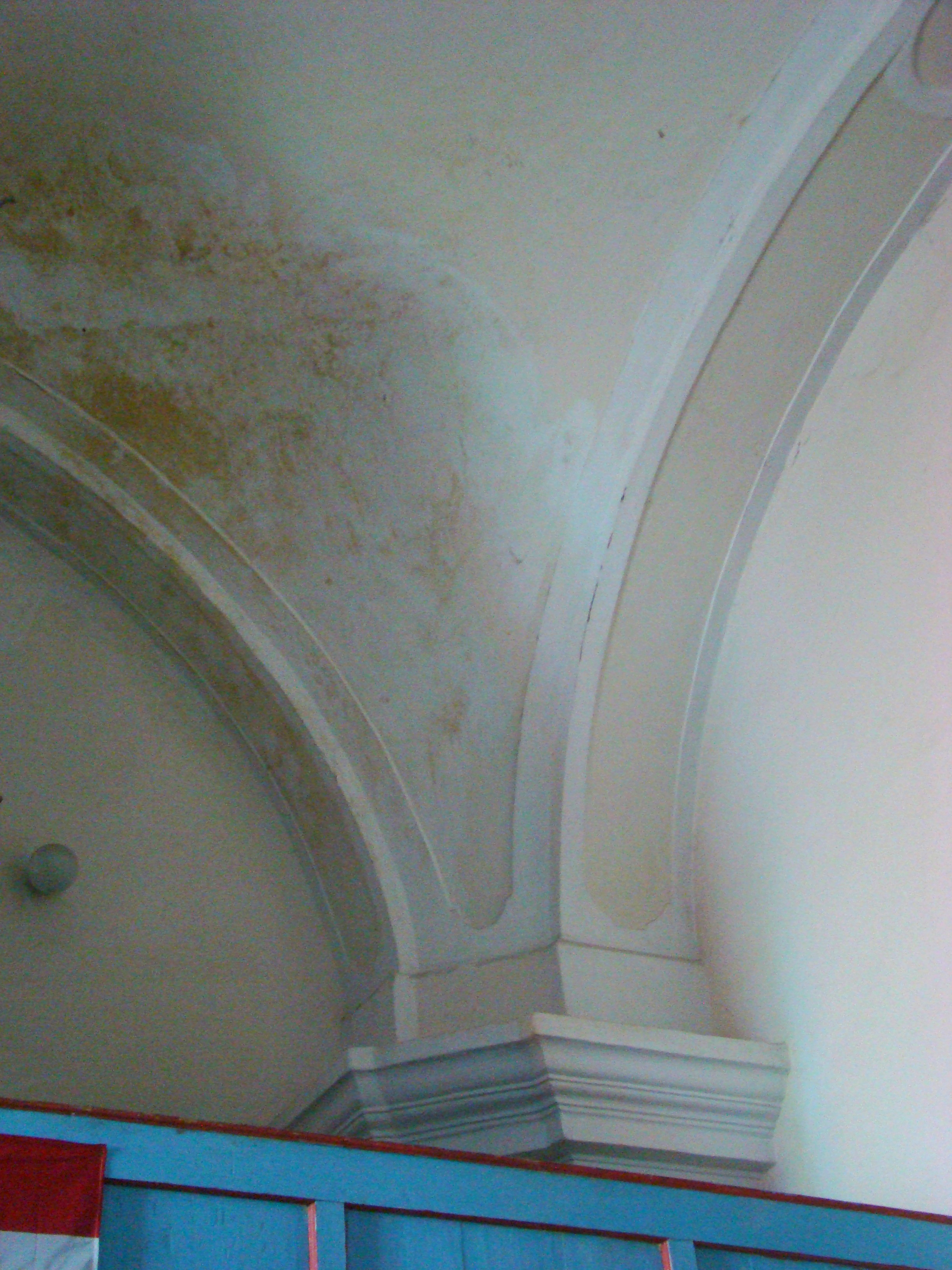
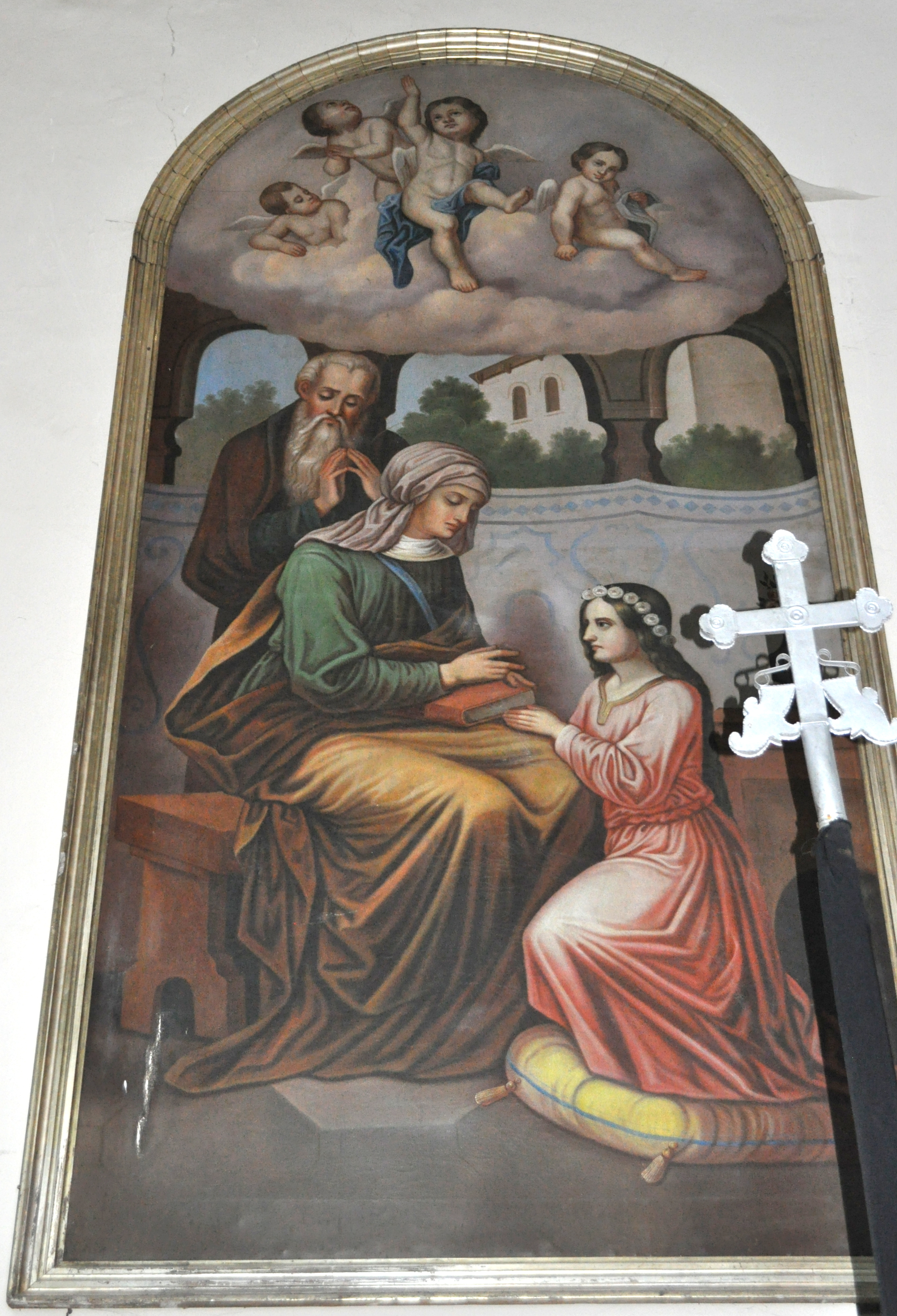
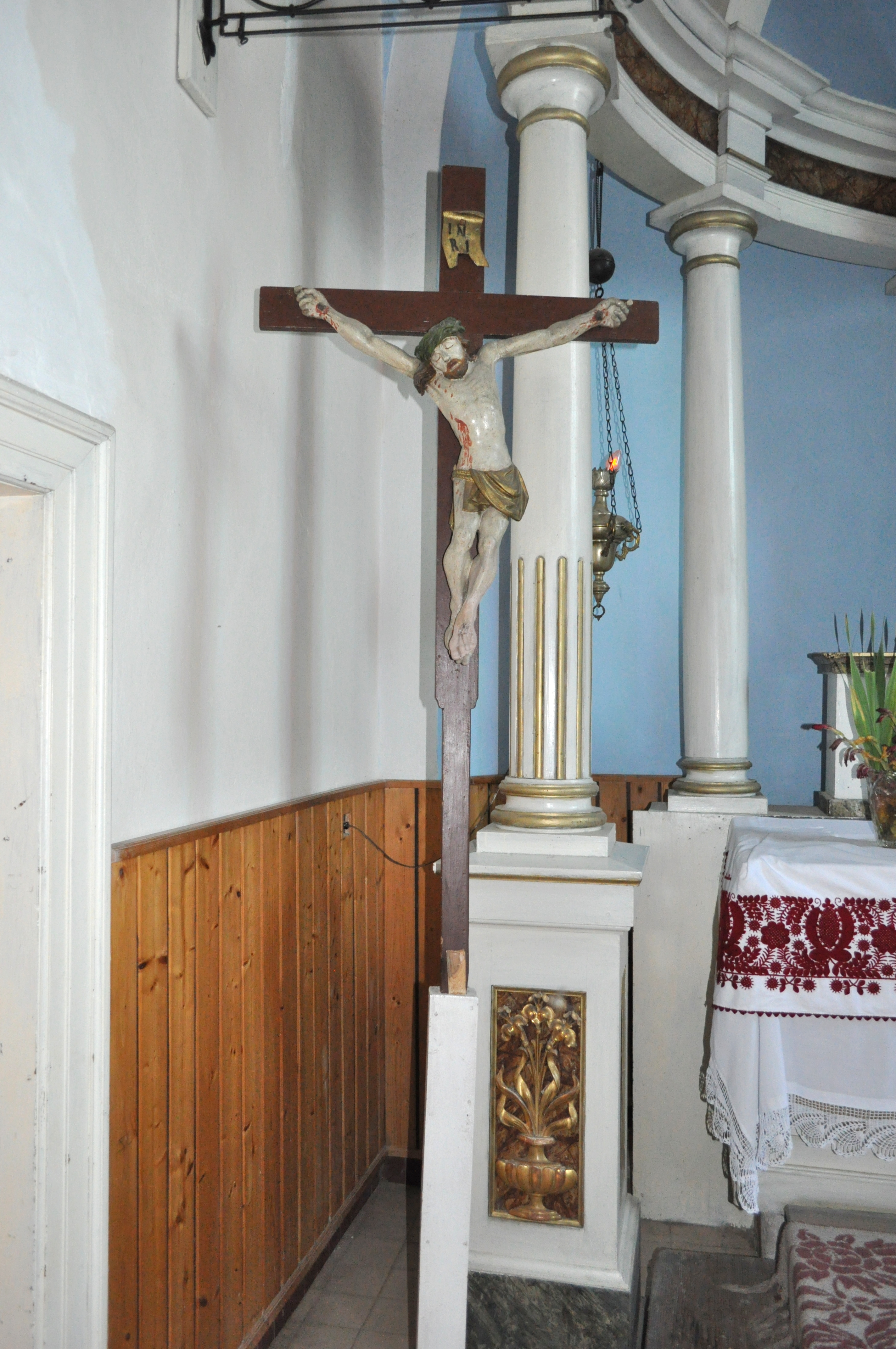
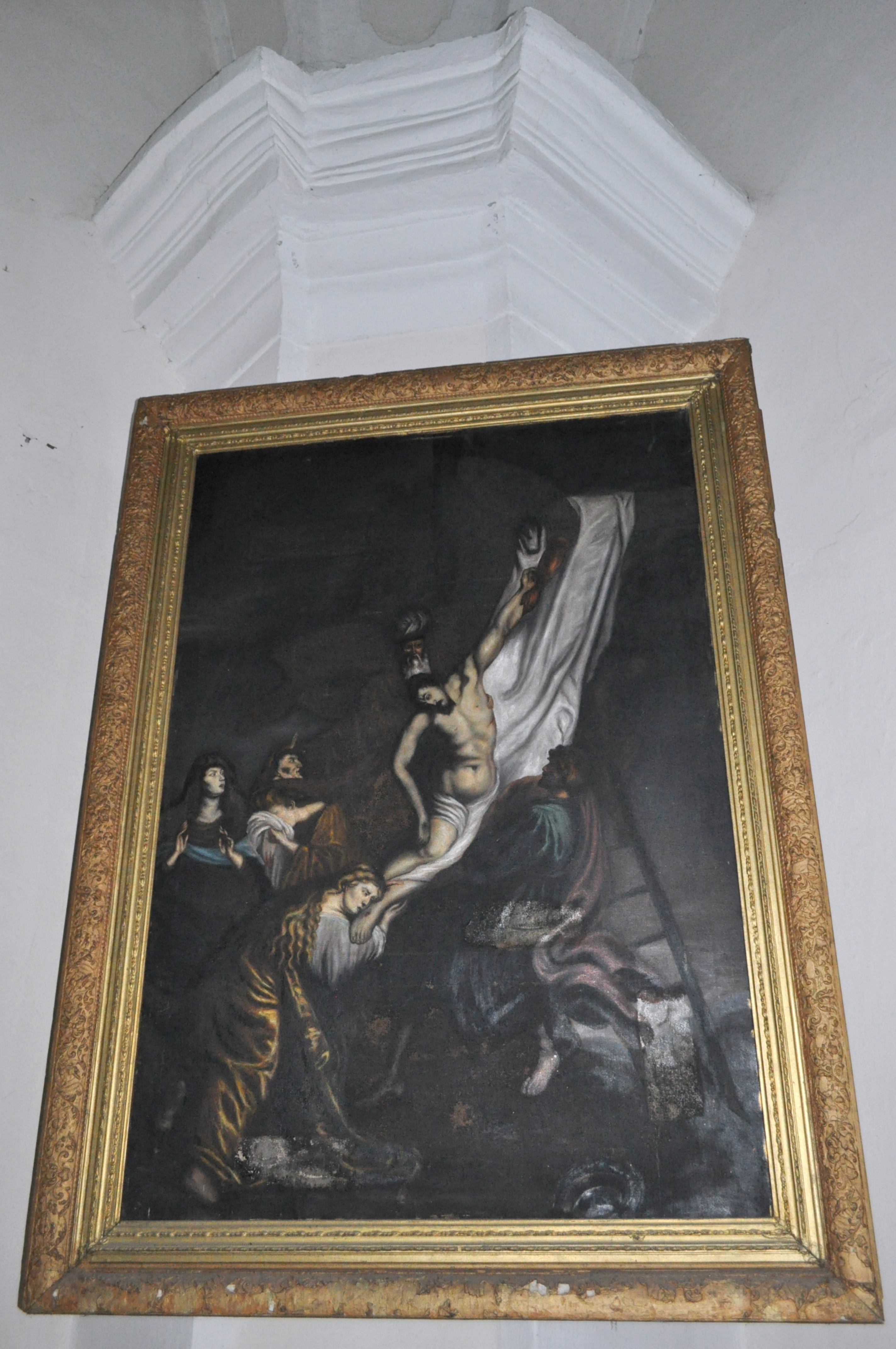
Trupul neînsuflețit al lui Isus e dat jos de pe cruce (1)
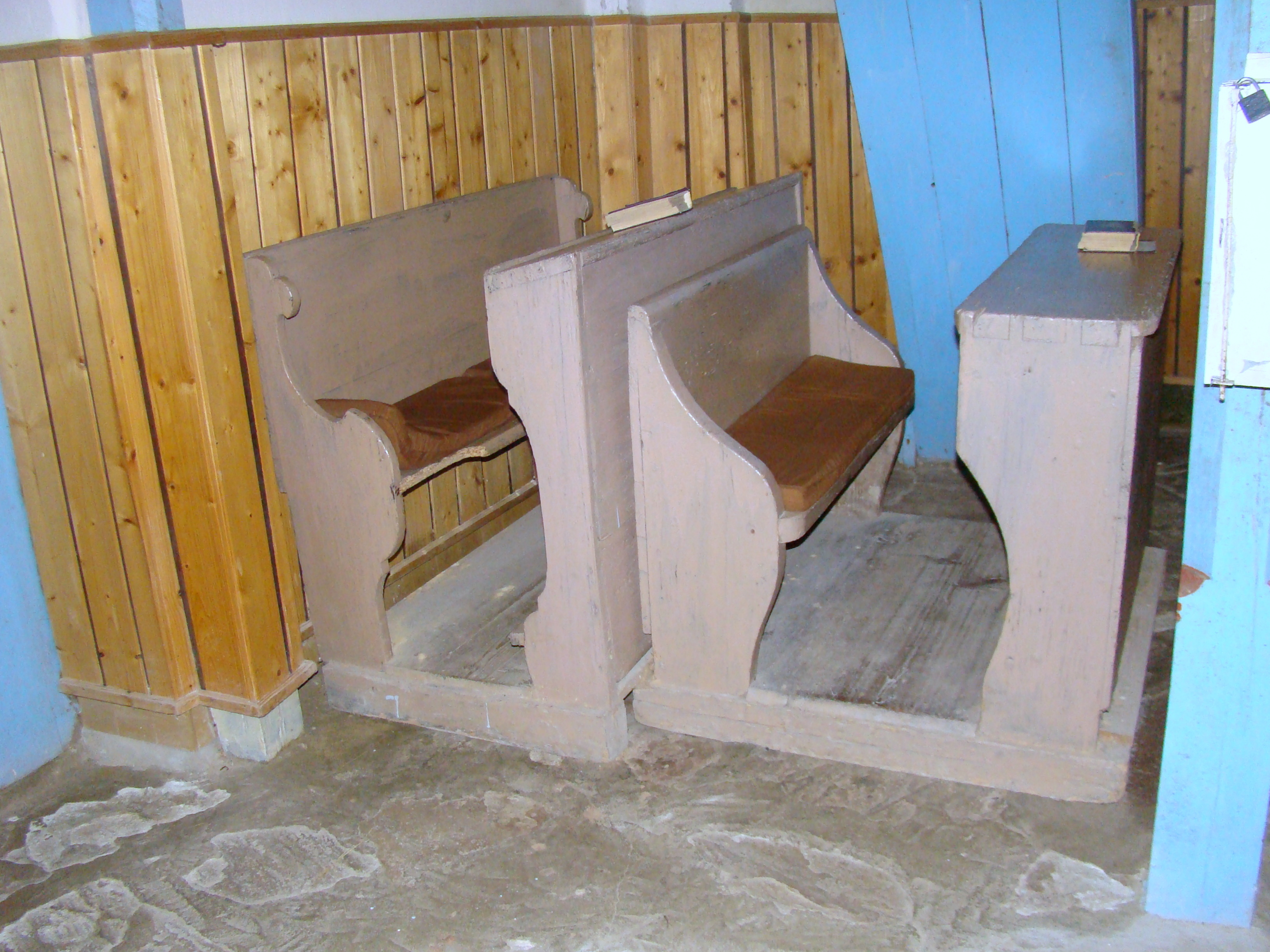
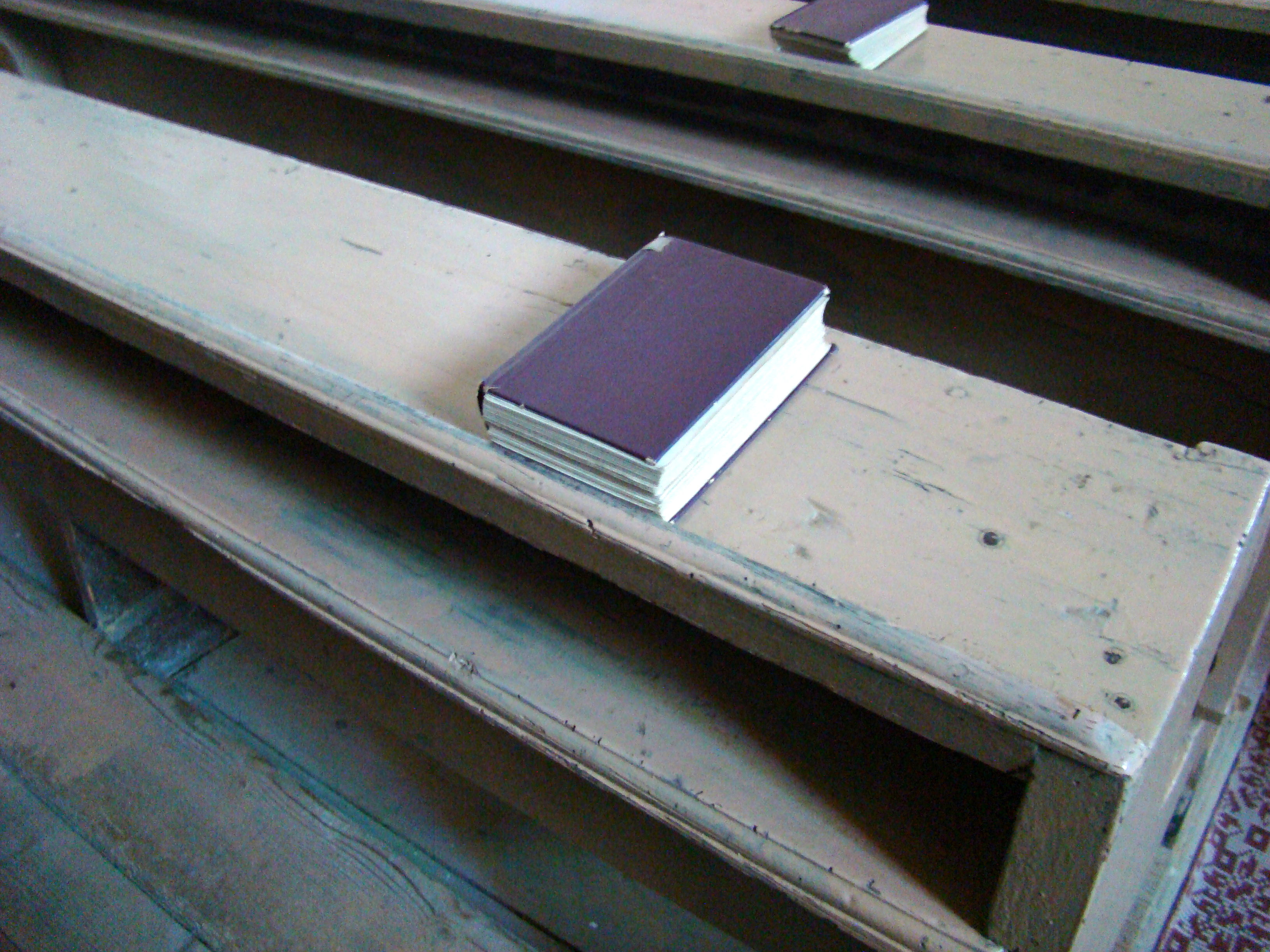
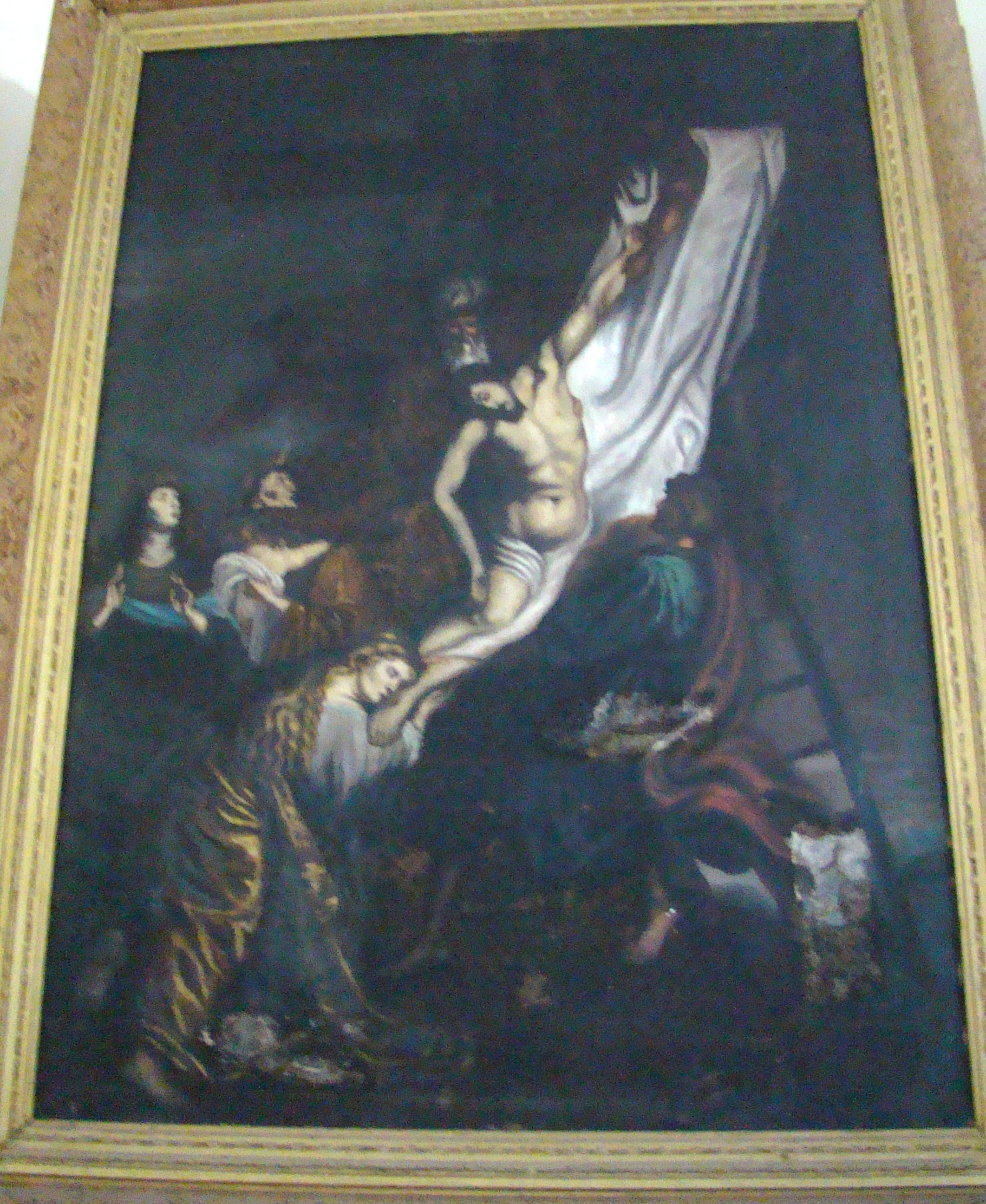
Trupul neînsuflețit al lui Isus e dat jos de pe cruce (2)
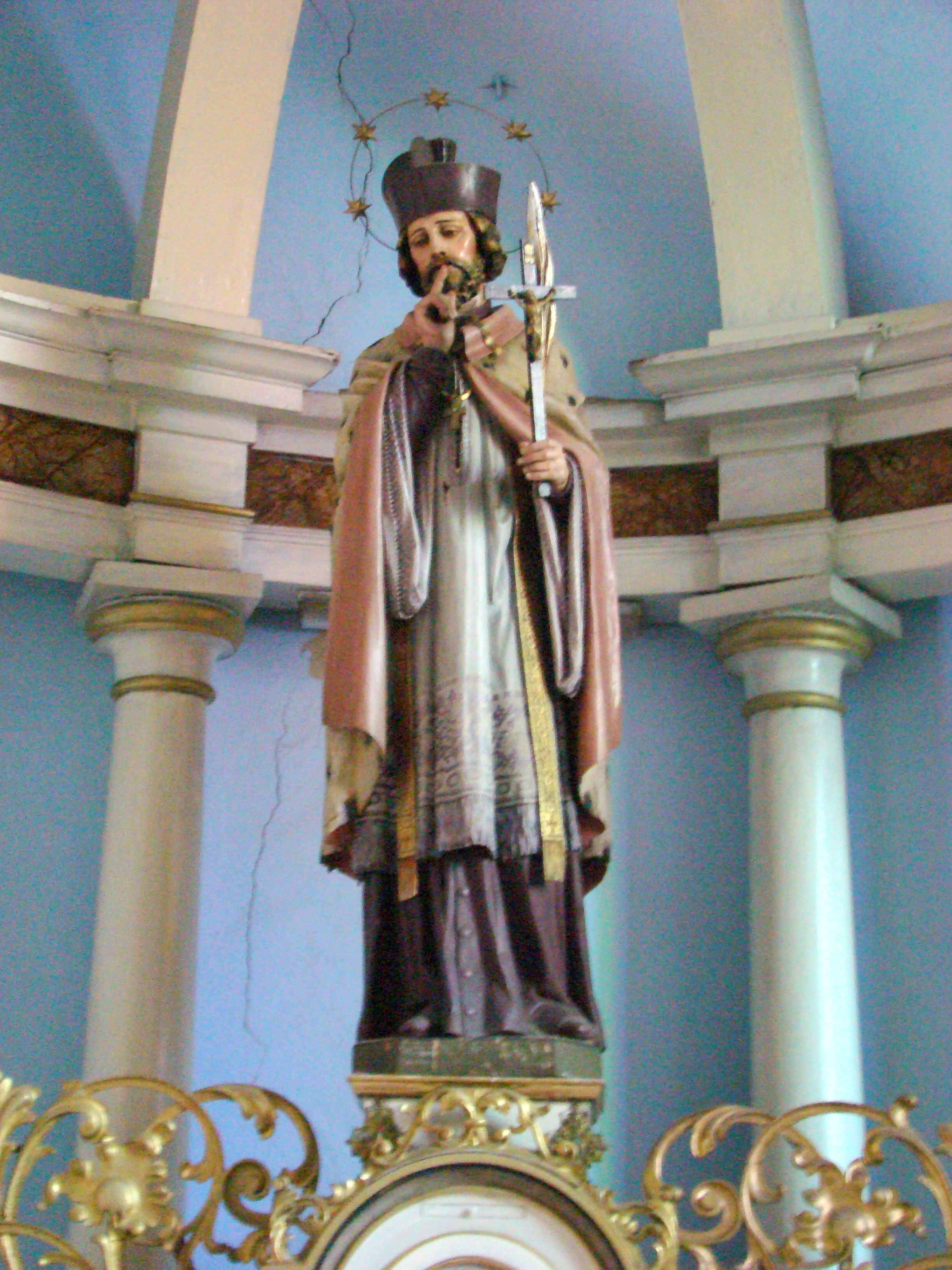
Sf. Ioan Nepomuk (2)
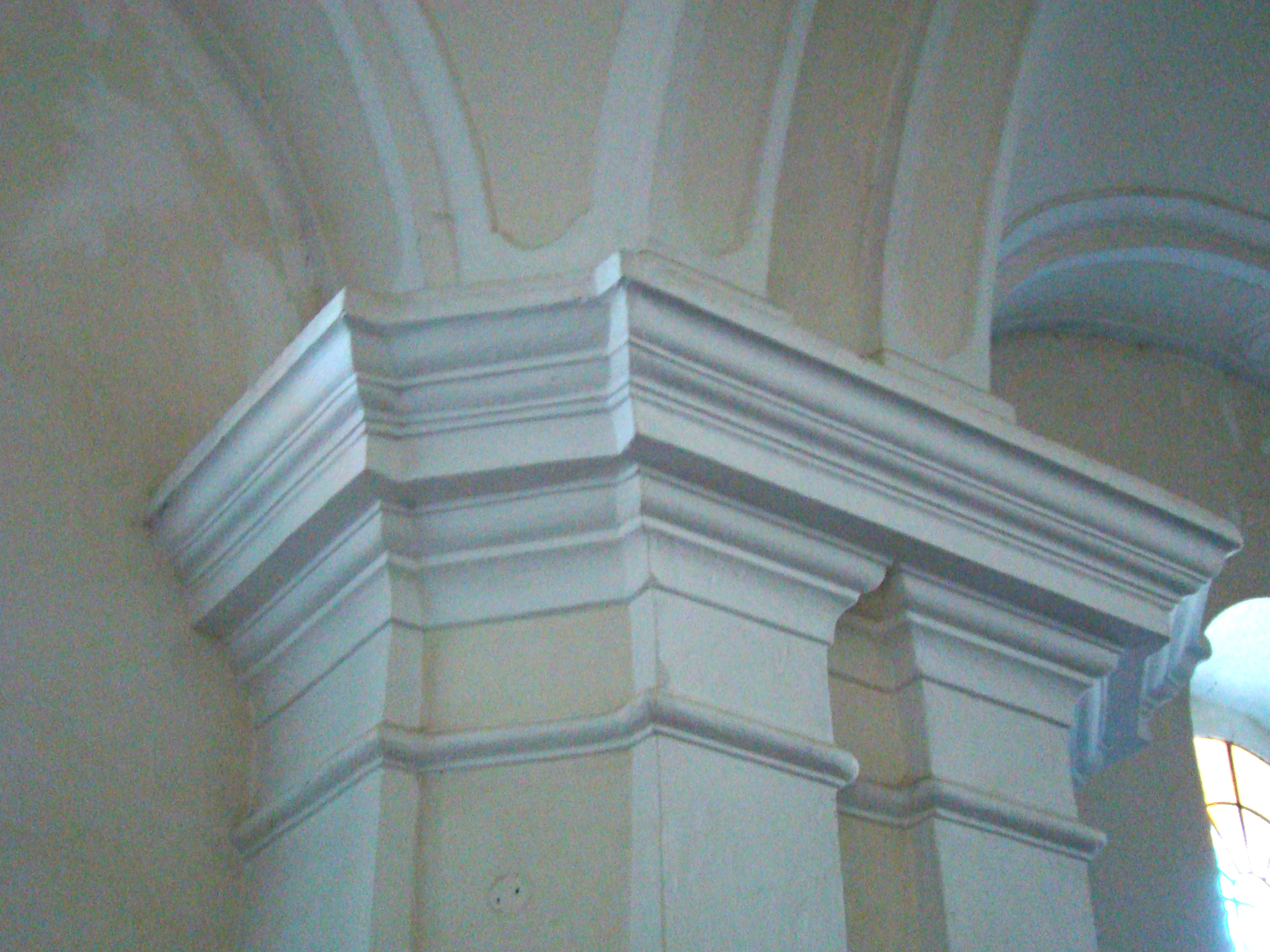
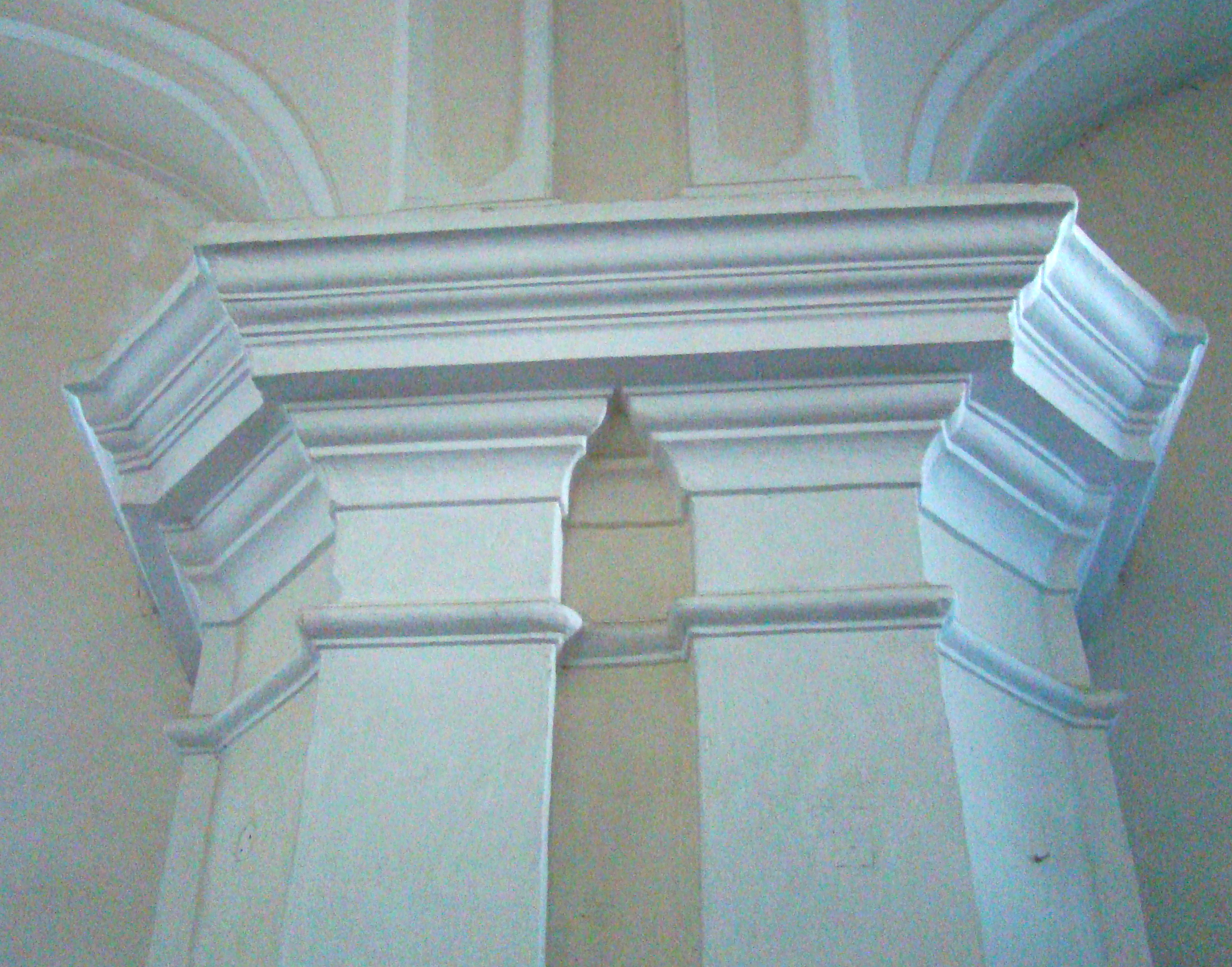
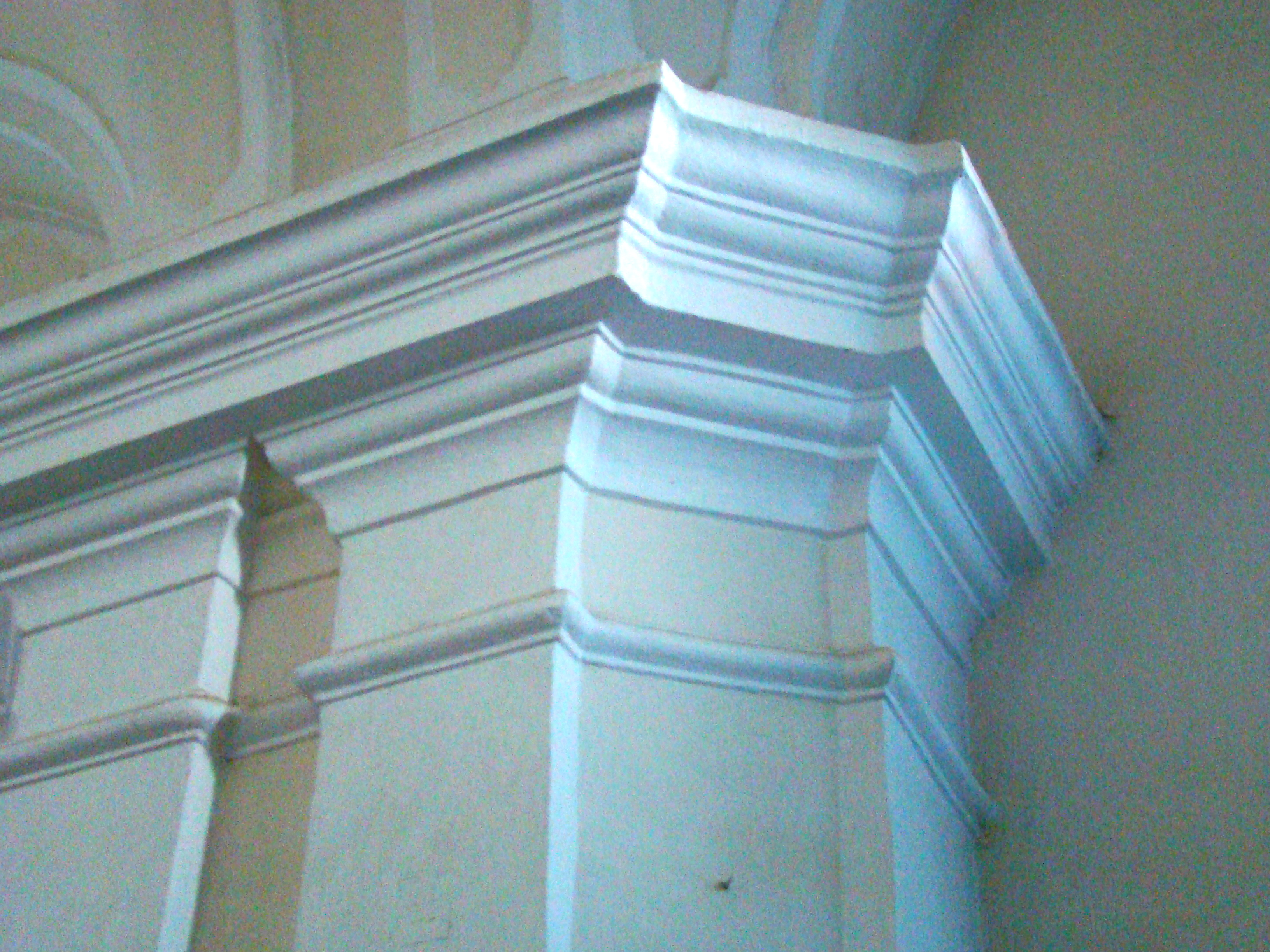
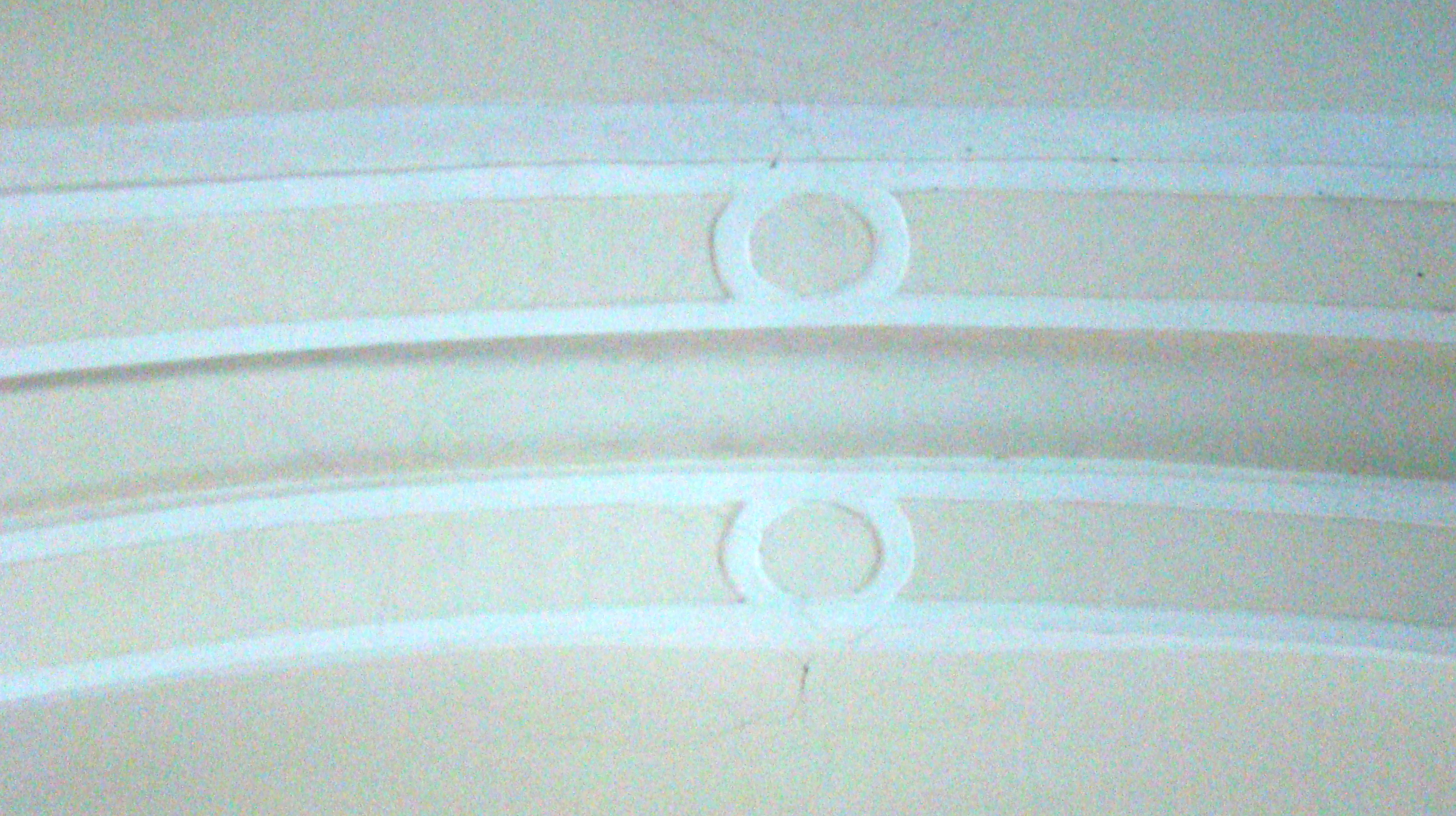
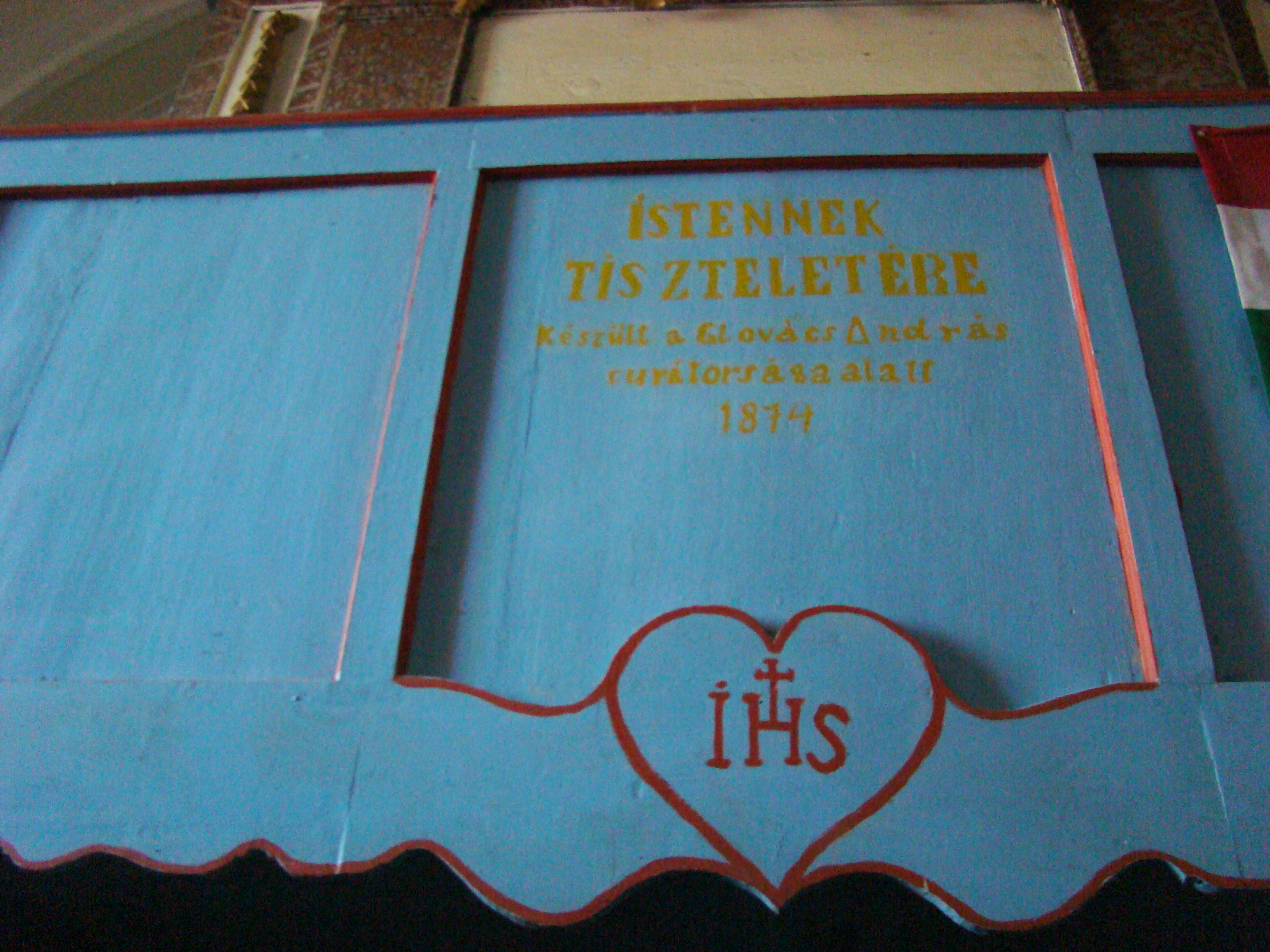